# Ana Ivanovićová
Ana Ivanovićová (srbsky Ана Ивановић, Ana Ivanović,  výslovnost [âna iʋǎːnoʋitɕ]IPA, úředním jménem Ana Schweinsteiger, * 6. listopadu 1987 Bělehrad) je bývalá srbská tenistka, která na profesionální okruh vstoupila v srpnu 2003. Historicky sedmnáctou světovou jedničkou ve dvouhře, od zavedení klasifikace WTA, se stala v červnu 2008 a do srpna téhož roku strávila na čele dvanáct týdnů. Ve své kariéře na okruhu WTA Tour vyhrála patnáct turnajů ve dvouhře. V rámci okruhu ITF získala pět singlových titulů. Sportovní kariéru ukončila v prosinci 2016.
Na žebříčku WTA byla ve dvouhře nejvýše klasifikována v červnu 2008 na 1. místě a ve čtyřhře pak v září 2006 na 50. místě. Od července 2015 do ukončení kariéry ji opět trénoval britský kouč Nigel Sears.
Na nejvyšší grandslamové úrovni získala singlový titul na French Open 2008, když ve finále zdolala Dinaru Safinovou. Následně však na grandslamu nepostoupila do čtvrtfinále sedmnáctkrát v řadě až do US Open 2012, což znamenalo postupný pád z čela žebříčku na 65. místo, které jí patřilo během července 2010. Dvakrát odešla z boje o titul jako poražená finalistka. Nejdříve podlehla na French Open 2007 Belgičance Justine Heninové a poté nestačila ve finále Australian Open 2008 na Marii Šarapovovou.
V červnu 2011 ji časopis Time zařadil na seznam „30 legend ženského tenisu: Minulosti, současnosti a budoucnosti“. Tenisový novinář Matthew Cronin ji uvedl mezi stem největších tenistů všech dob.
V srbském fedcupovém týmu debutovala v roce 2006 dubnovým utkáním 1. skupiny zóny Evropy a Afriky proti Slovinsku, v němž vyhrála dvouhru i čtyřhru. V soutěži nastoupila k sedmnácti mezistátním utkáním s bilancí 17–7 ve dvouhře a 3–2 ve čtyřhře. Ve finále Fed Cupu 2012 proti České republice získala jediný bod družstva, když zdolala Kvitovou. Srbské tenistky tak podlehly 1:3 na zápasy. Srbsko reprezentovala na londýnských Hrách XXX. olympiády, kde ve dvouhře vypadla ve třetím kole s Kim Clijstersovou. Spolu s Nenadem Zimonjićem skončili v prvním kole smíšené čtyřhry, když je vyřadil indický pár Sania Mirzaová a Leander Paes.
V letech 2005 a 2007 ji Ženská tenisová asociace vyhlásila Hráčkou s největším zlepšením, v roce 2007 získala Cenu Karen Krantzckeové za sportovní chování a roku 2009 se pak na okruhu stala humanitářkou roku.
V červenci 2016 se vdala za německého fotbalistu Bastiana Schweinsteigera a do manželství se narodili synové Luka a Leon.

## Tenisová kariéra
Tenis začala hrát v pěti letech. Impulsem k výběru tohoto sportu se stalo zaujetí televizním přenosem utkání jugoslávské tenistky Moniky Selešové.

### 2004: Finalistka wimbledonské juniorky
Na juniorce Wimbledonu se probojovala do finále dvouhry, v němž nestačila na Ukrajinku Katerynu Bondarenkovou. Na okruhu ITF zaznamenala bilanci 26 výher v řadě, když v sezóně neprohrála ani jedno utkání. Vyhrála tak pět turnajů, z toho dva japonské v Gifu a Fukuoce jako kvalifikantka. Premiérový zápas na okruhu WTA odehrála v květnu na vídeňské antuce, kde v úvodním klání nestačila na Američanku Amy Frazierovou. Následně debutovala v kvalifikaci grandslamu, kterou si zahrála na US Open. Podlehla v ní Ljudmile Skavronské, přestože úvodní sadu vyhrála hladce 6–1 a ve třetím dějství za stavu 5–4 neproměnila dva mečboly, skončila ve Flushing Meadows poražena.
Premiérový vítězný zápas v hlavní soutěži turnaje WTA Tour dosáhla na Zürich Open. Vyzývatelkou se jí stala Francouzka Taťána Golovinová, kterou porazila po třísetové bitvě. Ve druhém kole podlehla favorizované Američance Venus Williamsové, proti níž měla v každém setu několik setbolů, ale ani jeden neproměnila. Na lucemburském Fortis Championships Luxembourg, který se konal další týden, již došla do čtvrtfinále.

### 2005: První titul na okruhu WTA
První turnaj na okruhu WTA vyhrála v australském hlavním městě Canbeře, kde startovala jako kvalifikantka. Ve finále události Richard Luton Properties Canberra International porazila maďarskou tenistku Melindu Czinkovou. Na melbournském Australian Open ji po výhrách nad Ivetou Benešovou a Marií Kirilenkovou vyřadila Francouzka Amélie Mauresmová. Následně se přesunula na Arabský poloostrov, kde se zúčastnila turnaje Qatar Ladies Open v Dauhá. Ve třetí fázi skončila opět na raketě Mauresmové. V utkání ztratila náskok 6–2, 2–0 a nevyužila tři brejkboly na vedení 5–2.
Vzestup ve světové klasifikaci pokračoval po výhrách na Miami Masters, kde si poradila s Ruskami Světlanou Kuzněcovovou a Naděždou Petrovovou. Zastavila ji až ve čtvrtfinále první nasazená Mauresmová. Obě ruské hráčky figurovaly v elitní desítce žebříčku a jejich třetí krajanku z Top 10, Věru Zvonarevovou, pak zdolala na turnaji Polsat Warsaw Open. V semifinále varšavské události ji porazila Belgičanka Justine Heninová. Na pařížském grandslamu French Open, kam přijížděla jako dvacátá devátá nasazená, oplatila předchozí neúspěchy třetí nasazené Mauresmové, kterou ve třetím kole zdolala. V osmifinále přešla přes turnajovou dvacet dvojku Francescu Schiavoneovou a zastavila ji až sedmá nasazená Petrovová. Čtvrtfinálová účast znamenala nejlepší výsledek její dosavadní kariéry. Ve Wimbledonu vypadla ve třetím kole se Švýcarkou Patty Schnyderovou a na US Open z pozice turnajové osmnáctky ve druhém kole nestačila na Venezuelanku Maríu Ventovou-Kabchiovou.
Semifinále si zahrála na švýcarském Zürich Open a rakouském Generali Ladies Linz, kde v obou případech podlehla Schnyderové. Sezónu zakončila na 16. místě světové klasifikace.

### 2006: Vítězka letní série US Open

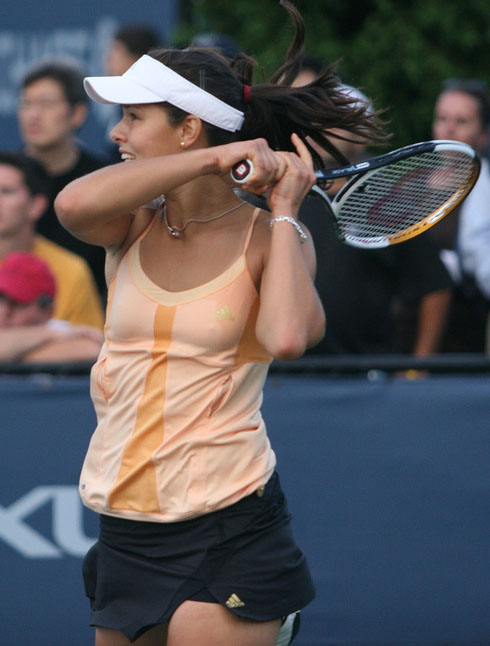
Return v ženské čtyřhře US Open

Sezónu zahájila v západoaustralském Perthu mistrovstvím smíšených družstev – Hopmanovým pohárem, kde byl v srbském týmu jejím spoluhráčem Novak Djoković. Dvojice se ze základní skupiny těsně neprobojovala do finále. První turnaj WTA odehrála na Medibank International v Sydney. Ve druhém kole porazila druhou nasazenou Amélii Mauresmovou po dvousetovém průběhu, než ve čtvrtfinále ukončila její působení turnajová šestka Světlana Kuzněcovová, přestože v úvodní sadě vedla 5–2. Druhým kolem pro ni skončil také grandslam Australian Open, kde ji přehrála 98. tenistka světa Australanka Samantha Stosurová.
Na amerických betonech došla do čtvrtfinále na BNP Paribas Open v Indian Wells, když v něm vypadla se čtvrtou nasazenou Ruskou Jelenou Deměntěvovou. O týden později na miamském Sony Ericsson Open zdolala Benešovou a Ukrajinku Aljonu Bondarenkovou, než ji předchozí porážku z úvodu roku oplatila Mauresmová. Do pařížského French Open přijížděla v pozici devatenácté nasazené. Se Stosurovou si oproti Melbourne hladce poradila, ve druhém kole přehrála Émilii Loitovou a ve třetí fázi její pouť ukončila ruská turnajová desítka Anastasija Myskinová. Na travnatém Wimbledonu se po výhře nad Dinarou Safinovou probojovala do osmifinále, kde nestačila na světovou jedničku a vítězku grandslamu Amélii Mauresmovou ve dvou setech.
První titul sezóny zaznamenala v srpnu na montréalském Rogers Cupu. Na cestě do finále vyřadila Golovinou, Čeng Ťie, krajanku Jelenu Jankovićovou, čtrnáctou nasazenou Katarinu Srebotnikovou, a konečně v semifinále turnajovou devítku Dinaru Safinovou. V boji o titul si hladce poradila s bývalou světovou jedničkou Martinou Hingisovou. Tento výsledek přispěl k celkovému vítězství na US Open Series, kde se za ní umístily druhá Kim Clijstersová a třetí Maria Šarapovová. Na newyorském US Open pak skončila jako šestnáctá nasazená ve třetím kole na raketě 91. tenistky světa Sereny Williamsové.
V sezóně odehrála také devět turnajů ve čtyřhře, když se jejími spoluhráčkami staly Maria Kirilenková a Indka Sania Mirzaová. S Kirilenkovou došla do finále na UNICEF Open v 's-Hertogenboschi a dvou semifinále ve Varšavě a Tokiu. Sezónu zakončila na 14. místě žebříčku WTA ve dvouhře, respektive na 51. místě ve čtyřhře.

### 2007: Finále na French Open a průnik do Top 5
Sezónu odstartovala turnajem v Gold Coast, kde skončila mezi posledními osmi tenistkami po prohře s Izraelkou Šachar Pe'erovou. Na sydneyském Medibank International hrála jako třetí nasazená. Ve druhém kole si poradila s turnajovou čtyřkou Naděždou Petrovovou, ale ve čtvrtfinále ji vyřadila Nicole Vaidišová. Třináctá nasazená byla na melbournském Australian Open. Poté, co zdolala americkou tenistku Vaniu Kingovou a Polku Agnieszku Radwańskou, podlehla turnajové dvacet dvojce Věře Zvonarevové, když na ni uhrála pouhé tři gamy. Po nepřesvědčivých výkonech oznámila, že ukončila spolupráci s osobním trenérem Davidem Taylorem a odletěla na tokijský Pan Pacific Open. V jeho čtvrtfinále zdolala světovou desítku Jelenu Jankovićovou, v semifinále jí světová jednička Maria Šarapovová za stavu 1–6 a 0–1 skrečovala a v boji o titul zdolala světovou šestku Martinu Hingisovou.

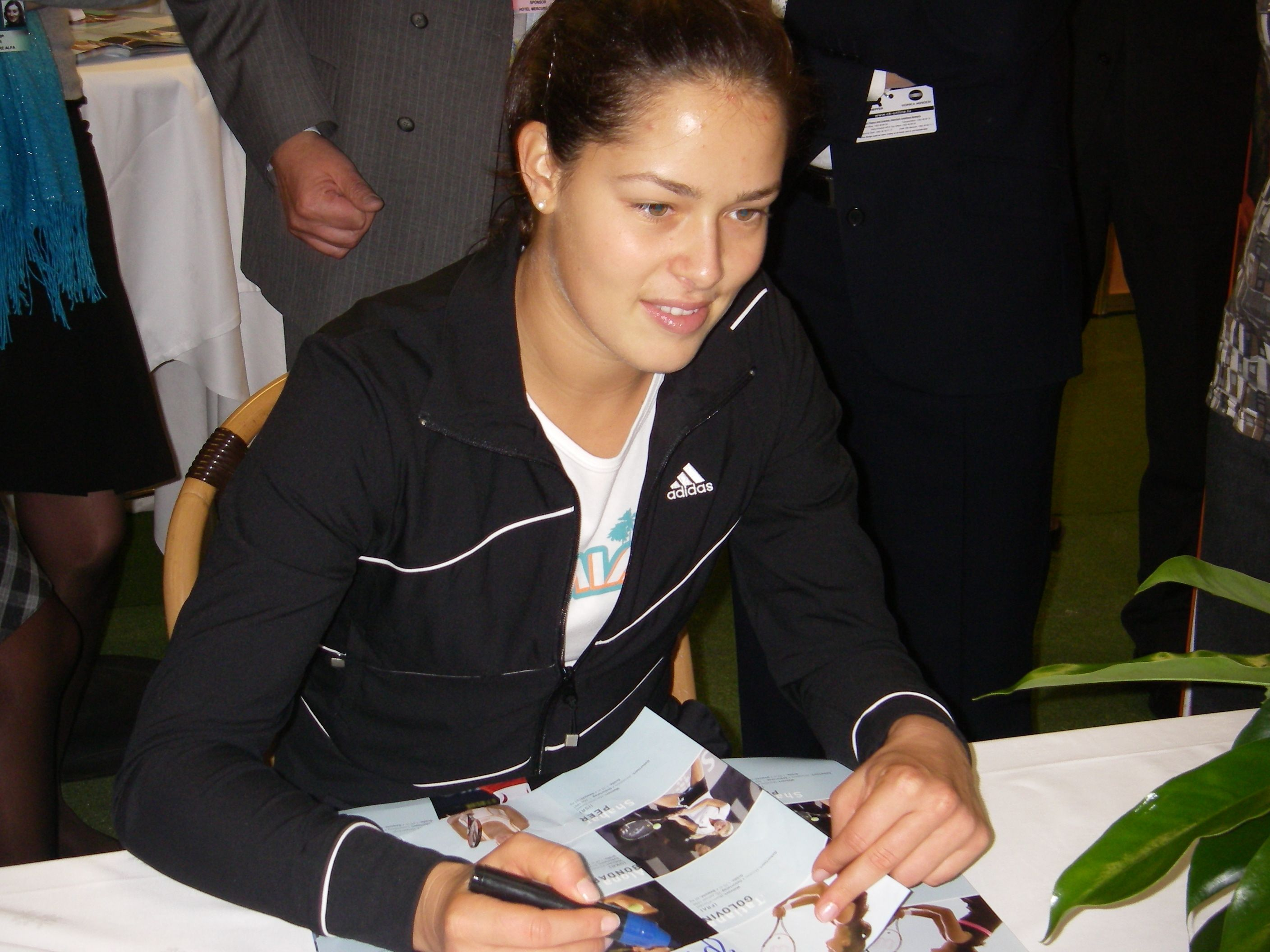
Autogramiáda na lucemburském turnaji

Na události kategorie WTA Tier I Pacific Life Open v Indian Wells se probojovala do čtvrtého kola, kde skončila na raketě Rakušanky Sybille Bammerové. Na dalším turnaji stejné kategorie Miami Masters ji v prvním utkání vyřadila Kazaška Jaroslava Švedovová. Okruh pokračoval dubnovým MPS Group Championships v Amelia Island, na němž porazila ve čtvrtfinále druhou nasazenou Jelenu Jankovićovou, aby mezi posledními čtyřmi nestačila na pozdější vítězku Taťánu Golovinovou. V zápase proti Francouzce měla šanci brejkbolu při všech jejích servisech. Podlehla jí však poprvé v sedmi vzájemných utkáních.
Po návratu do Evropy odehrála dva antukové turnaje v rámci přípravy na Roland Garros. Nejdříve se zúčastnila berlínského Qatar Telecom German Open, kde si připsala první antukový triumf v kategorii WTA Tier I, když ve finále zdolala čtvrtou hráčku světa Světlanu Kuzněcovovou. V úvodním dějství si již Ruska pohlídala vedení 5–1 na gamy a dovršila jej 6–3. Na úvod druhé sady Srbka prolomila podání a dostala se do vedení 2–0. Soupeřka však srovnala na 2–2. Stejný scénář se opakoval, a po vedení Jihoslovanky 4–2, bylo opět srovnáno na 4–4. Další ztrátu podání již Ruska nezvrátila a set ztratila poměrem 6–4. Ve třetí sadě vedla Ivanovićová 5–3, ale nakonec musela o vítězce rozhodnout až zkrácená hra. Během duelu si však podvrtla kotník a z římského turnaje WTA Tier I Rome Masters se proto odhlásila. Titul z Berlína ji poprvé vynesl do elitní desítky žebříčku WTA, když v něm figurovala na 8. příčce.
Šestizápasovou neporazitelnost prodloužila na French Open až na dvanáct utkání, když se probojovala do finále. V prvních třech zápasech s Arvidssonovou, Mirzaovou a Olaruovou ztratila celkově jen devět her. Po osmifinálové výhře nad Medinaovou Garriguesovou si zahrála druhé čtvrtfinále na Roland Garros. V něm přehrála světovou trojku Kuzněcovovou divokým výsledkem. V semifinále si hladce poradila se světovou dvojkou Šarapovovou. Až v premiérovém grandslamovém finále kariéry nestačila na první hráčku žebříčku a dvojnásobnou obhájkyni titulu Justine Heninovou po jednoznačné prohře. Pouze start do utkání se jí vydařil, když vedla 1–0 a 40–0.

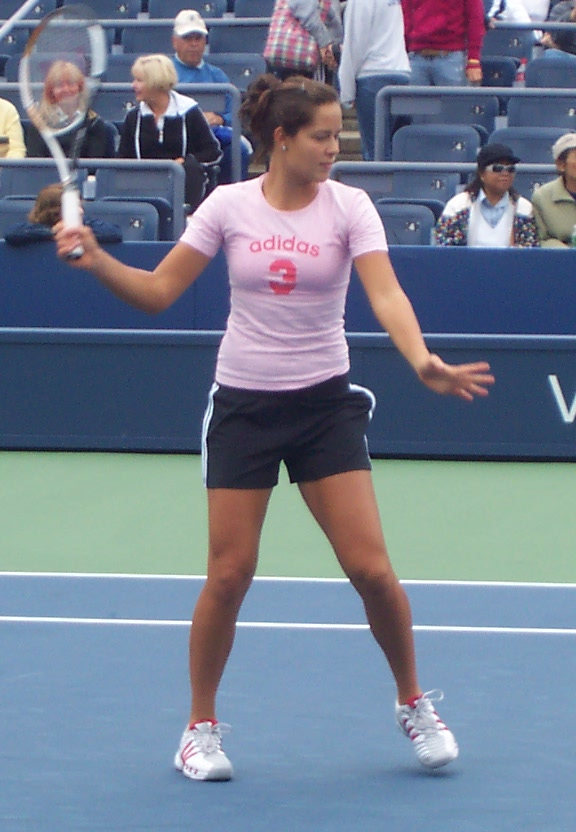
Trénink na US Open

Na travnatý Wimbledon již přijížděla jako šestá hráčka světa. V osmifinále zdolala jedenáctku Petrovovou a ve čtvrtfinále čtrnáctku Vaidišovou, když musela odvracet tři mečboly Češky. Před branami finále ji zastavila trojnásobná vítězka turnaje Venus Williamsová, jíž podlehla, přestože Srbka nevyužila break z úvodu druhé sady. Přetrvávající potíže s kolenem, které ji limitovaly ve Wimbledonu, zapříčinily její neúčast v srbském týmu při fedcupovém utkání proti Slovensku a také odhlášení ze dvou amerických turnajů. Na okruh se vrátila srpnovým East West Bank Classic v kalifornském Carsonu, kde jako světová pětka získala čtvrtý turnajový vavřín kariéry. Ve vyrovnaném semifinále proti třetí hráčce klasifikace Jankovićové musela odvracet tři mečboly, než zvítězila ve třech setech. V bitvě o titul zůstala na její raketě světová devítka Naděžda Petrovová. Vítězství ji posunulo na 4. místo žebříčku. Na posledním majoru roku US Open ztratila v úvodních třech utkáních pouze deset gamů. Podruhé v řadě ji na grandslamu zastavila Venus Williamsová, s níž prohrála v osmifinále.
Ve zbývající části sezóny odehrála na evropském kontinentu tři události. Prvním se stal turnaj kategorie WTA Tier II Fortis Championships Luxembourg, na němž si semifinálovou účastí zajistila premiérový postup na Turnaj mistryň. V Lucemburku již se Slovenkou Danielou Hantuchovou ve finále prohrávala 6–3 a 3–0, přesto jeho vývoj zvrátila a za 2 hodiny a 25 minut se radovala z pátého titulu. V předchozím čtvrtfinále a semifinále zdolala Taťánu Golovinovou a Věru Zvonarevovou.
V madridské aréně nastoupila do závěrečného turnaje pro nejlepší tenistky roku Sony Ericsson Championships. Jako čtvrtá nasazená hrála v červené skupině. V ní si poradila s dvojkou Kuzněcovovou, když ve třetí sadě již vedla 4–0 a nevyužila tři brejkboly na 5–0. Porazila také Hantuchovou a kvalifikovala se do semifinále. V posledním utkání základní fáze ji zdolala Šarapovová. Z druhého místa v semifinále narazila na světovou jedničku Heninovou, které podlehla ve dvou sadách.
Na konečném žebříčku WTA byla klasifikována na 4. místě, svém kariérním maximu.

### 2008: Šampiónka French Open a světová jednička
Tradiční australskou část sezóny rozehrála na Medibank International, kde podruhé v řade došla do čtvrtfinále. Tam jí vystavila stopku Belgičanka Justine Heninová, když ve třetí sadě za stavu 4–4 nevyužila breakboly. Na Australian Open startovala z pozice čtvrté nasazené. Na cestě do finále v osmifinále přešla přes Dánku Caroline Wozniackou a poprvé porazila světovou osmičku Venus Williamsovou. V pozápasovém rozhovoru ji australský tenista Todd Woodbridge díky masivní podpoře publika přiřkl přezdívku „Aussie Ana“ (Australská Ana). V semifinále otočila nepříznivý poměr her 0–6 a 0–2 proti světové devítce Daniele Hantuchové a postoupila do finále. V bitvě o svůj první grandslamový titul ji zdolala Maria Šarapovová po dvousetovém průběhu. V následné světové klasifikaci postoupila o jednu příčku na 3. místo.

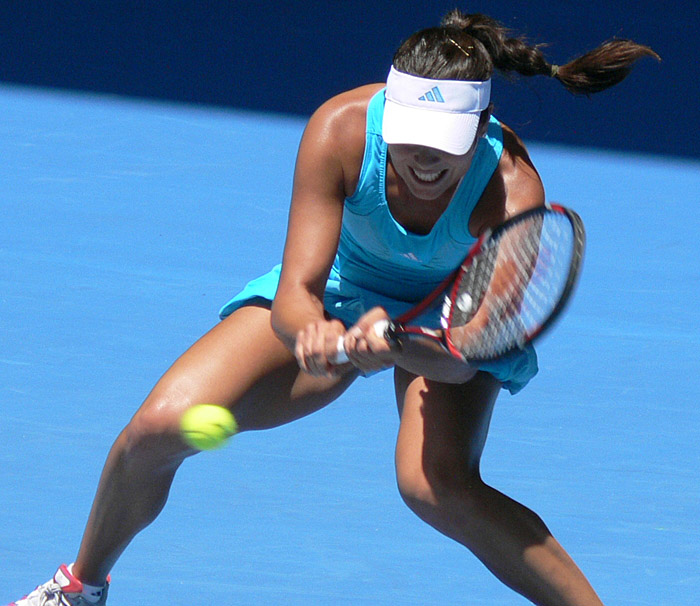
Na Australian Open došla do finále

V základním bloku D 1. skupiny zóny Evropy a Afriky Fed Cupu reprezentovala na budapešťské půdě Srbsko. V utkání s Polskem porazila Urszulu Radwańskou. Proti Rumunsku vyhrála dvouhru s Monicou Niculescuovou a společně s Jankovićovou opanovaly i čtyřhru. V utkání o postup do baráže druhé Světové skupiny se Srbky střetly s Nizozemskem, v němž porazila Renée Reinhardovou a Srbsko se do dubnové baráže probojovalo.
V březnu zvítězila na turnaji kategorie WTA Tier I Pacific Life Open v Indian Wells, když na ni ve finále nestačila třetí hráčka světa Ruska Světlana Kuzněcovová. V předchozím osmifinále vyřadila Francescu Schiavoneovou, mezi posledními osmi Věru Zvonarevovoua v semifinále světovou čtyřku Jelenu Jankovićovou, jíž musela v úvodní sadě za stavu 6–5 odvracet několik setbolů. Na miamském Sony Ericsson Open nestačila ve třetí fázi na 33. hráčku žebříčku Lindsay Davenportovou.

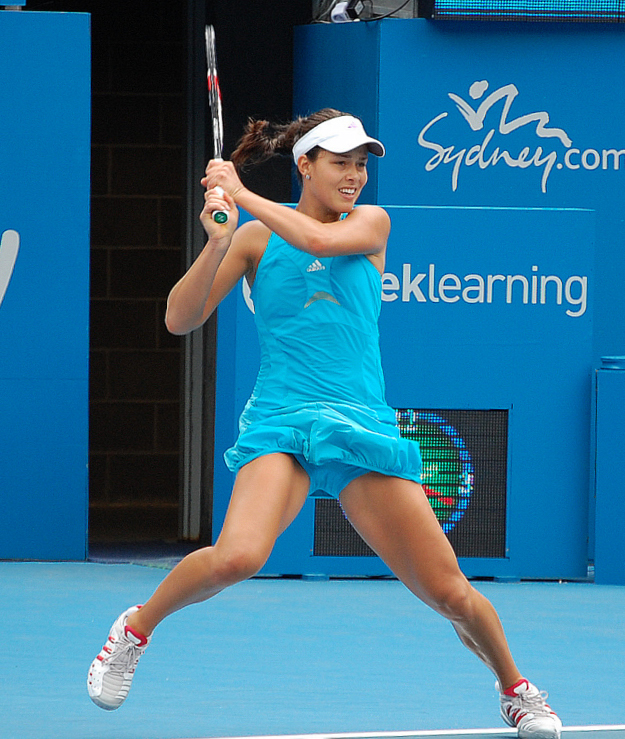
Bekhend na turnaji v Sydney

Antukovou sezónu odstartovala jako obhájkyně titulu na berlínském Qatar Telecom German Open. V semifinále ji však tento cíl znemožnila čtvrtá nasazená Ruska Jelena Dementěvová, když jí porazila i ve čtvrtém vzájemném duelu. V předešlém čtvrtfinále zdolala Maďarku Ágnes Szávayovou. Na pařížský French Open přijížděla v roli nasazené a světové dvojky. V prvních třech kolech porazila Arvidssonovou, Šafářovou a Wozniackou. V osmifinále pak deklasovala Češku Petru Cetkovskou. Mezi posledními osmi zůstala na její raketě turnajová desítka Patty Schnyderová a v semifinále pak krajanka a světová trojka Jelena Jankovićová ve třech sadách. Ivanovićová byla blízko výhře již ve druhém stavu, kdy prohospodařila náskok 6–4 a 3–1. Duel nakonec šel do třetí sady, v níž pro změnu vedla Jankovićová 3–1, ale soupeřka se dokázala vrátit do zápasu a srovnat na 3–3. Poté Jelena podruhé prohrála podání a set ztratila poměrem 4–6. Semifinálová výhra zajistila Ivanovićové postup do čela žebříčku WTA, po Monice Selešové jakožto druhé Srbce, respektive jugoslávské hráčce, v historii tenisu. Kromě toho si připsala i premiérový grandslam kariéry, když v bitvě o Pohár Suzanne Lenglenové porazila nasazenou třináctku Dinaru Safinovou ve dvou setech. Prvním turnajem, do něhož nastoupila jako světová jednička, se stal Wimbledon. Překvapivě skončila již ve třetím kole, když vypadla se 133. tenistkou žebříčku, startující na divokou kartu Čeng Ťie.
Letní sezónu na amerických betonech zahájila prohrou ve třetí fázi montrealského Rogers Cupu, kde nestačila na Tamiru Paszekovou. Během tréninku před turnajem v Montréalu ji dva týdny trápil zánět palce, který byl důvodem odhlášení z turnaje East West Bank Classic v Los Angeles. Na čele kvalifikace ji vystřídala krajanka Jankovićová. Zánět znamenal další absenci na Letních olympijských hrách 2008 v Pekingu, což hráčka komentovala slovy, že je to „jeden z nejhorších okamžiků její kariéry“.

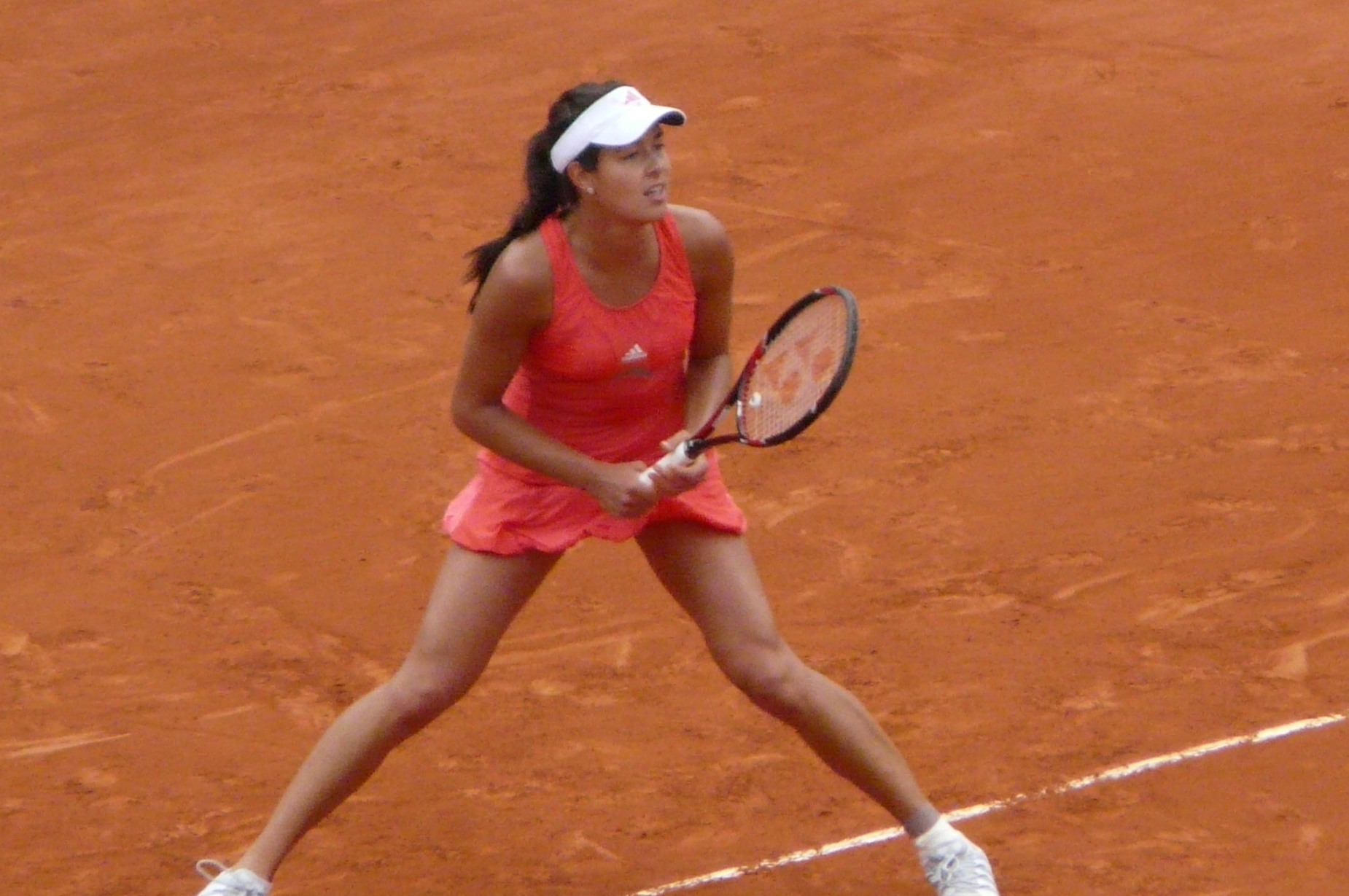
Cesta za titulem na Roland Garros

Na první místo světové klasifikace se vrátila po jednom týdnu 18. srpna a stejně jako ve Wimbledonu, také do US Open vstupovala z pozice první nasazené. Po vítězství nad 57. tenistkou světa Ruskou Věrou Duševinovou, ji ve druhém kole vyřadila až 188. hráčka žebříčku Julie Coinová po třísetovém průběhu. Jednalo se o nejranější vyřazení aktuální světové jedničky na US Open od roku 1973.
Z Ameriky zamířila na japonský turnaj kategorie WTA Tier I Toray Pan Pacific Open, na němž po volném losu podlehla světové dvacítce Naděždě Petrovové. Tím se vyrovnalo jejich vzájemné skóre na 4–4. Dále následoval pekingský China Open, kde skončila ve čtvrtfinále, stejně jako na wimbledonské trávě, s Ťie Čeng Ťie. V utkání měla náskok dvou gamů v prvním i třetím setu a celkově zahrála o šestnáct vítězných míčů více, než Číňanka. První účast na moskevském Kremlin Cupu znamenala porážku v úvodním zápase od Slovenky Dominiky Cibulkové, když nedokázala proměnit dva mečboly. Na Zürich Open se po výhrách nad Marion Bartoliovou a Petrou Kvitovou, probojovala do semifinále. Tam podlehla světové devítce Venus Williamsové ve třech setech přestože v rozhodujícím dějství vedla 3–1. Jako světová čtyřka byla nejvýše nasazenou hráčkou lineckého Generali Ladies Linz, kde si připsala další turnajový triumf. V semifinále vyřadila desátou tenistku světa Věru Zvonarevovou a ve finále si poradila s devítkou Agnieszkou Radwańskou.
Podruhé startovala na závěrečném Turnaji mistryň, který se poprvé konal v katarském Dauhá. Jako turnajová čtyřka v základní skupině podlehla světové jedničce Jankovićové a také Zvonarevové. Před poslední dvouhrou s Kuzněcovovou z turnaje odstoupila pro nachlazení.

### 2009: Bez titulu a pád do třetí desítky

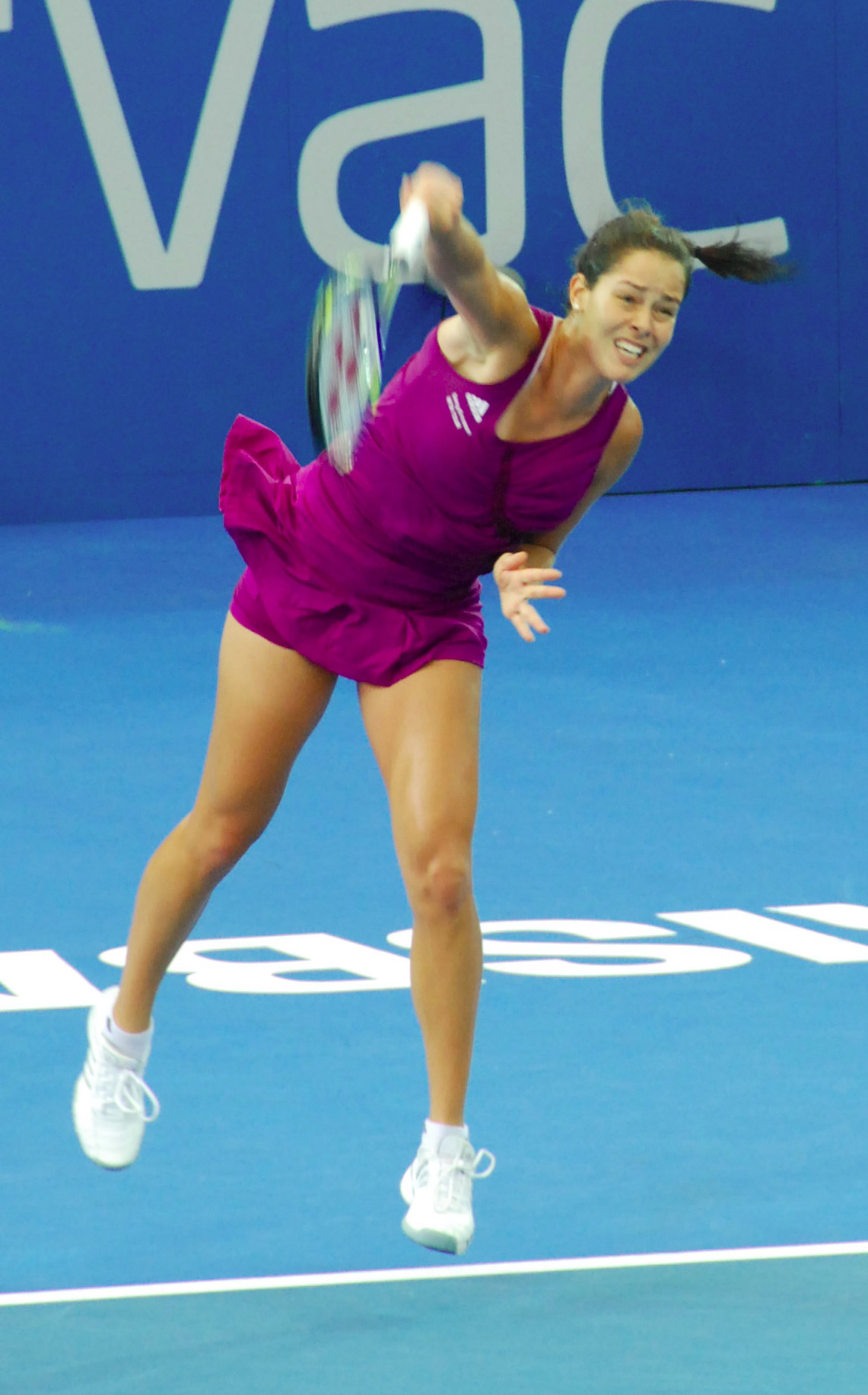
Podání na australském Brisbane International

Sezónu zahájila tradičně na Brisbane International, kde jako první nasazená vypadla ve čtvrtfinále s Amélií Mauresmovou ve dvou setech. Ve druhé polovině ledna následoval grandslam Australian Open, na který přijížděla v roli turnajové pětky. Po výhrách nad Julií Görgesovou a Albertou Briantiovou, nestačila ve třetí fázi na dvacátou devátou nasazenou Rusku Alisua Klejbanovovou.
V srbském fedcupovém týmu pomohla k výhře 4–1 ve Světové skupině II nad Japonskem dvěma body, když vyhrála dvouhry nad Ai Sugijamovou i Ajumi Moritovou. Poté se přesunula na turnaj Barclays Dubai Tennis Championships z kategorie Premier 5. Mezi posledními osmi podlehla Sereně Williamsové. V tomto období navázala spolupráci s novým trenérem Craigem Kardonem, který nahradil Svena Grönevelda. Okruh pokračoval americkou částí na kalifornském BNP Paribas Open, kde obhajovala titul. Po výhře nad Pavljučenkovovou si opět zahrála finále, tentokrát s neúspěšným koncem. Přehrála ji čtvrtá nasazená Věra Zvonarevová. Na navazujícím Miami Masters ji ve třetím kole porazila Maďarka Ágnes Szávayová.
V dubnu nastoupila do baráže Světové skupiny Fed Cupu, v níž porazila Anabel Medinaovou Garriguesovou. Po výhře 4–0 nad Španělskem postoupilo Srbsko poprvé v historii do Světové skupiny.
Na antukový grandslam French Open přijížděla jako obhájkyně titulu a osmá nasazená. První tři duely s Erraniovou, Tanasugarnovou a Benešovou vyhrála bez ztráty setu. V osmifinále však byla nad její síly běloruská světová devítka Viktoria Azarenková, která ji udolala bez větších potíží. Velká ztráta bodů znamenala opuštění první desítky žebříčku, poprvé od května 2007. Následně ohlásila ukončení spolupráce s Craigem Kardonem a příklon k rozvojovému programu společnosti Adidas, kde měla trénovat pod vedením Svena Grönevelda, Darrena Cahilla, Matse Merkela a Gila Reyese.

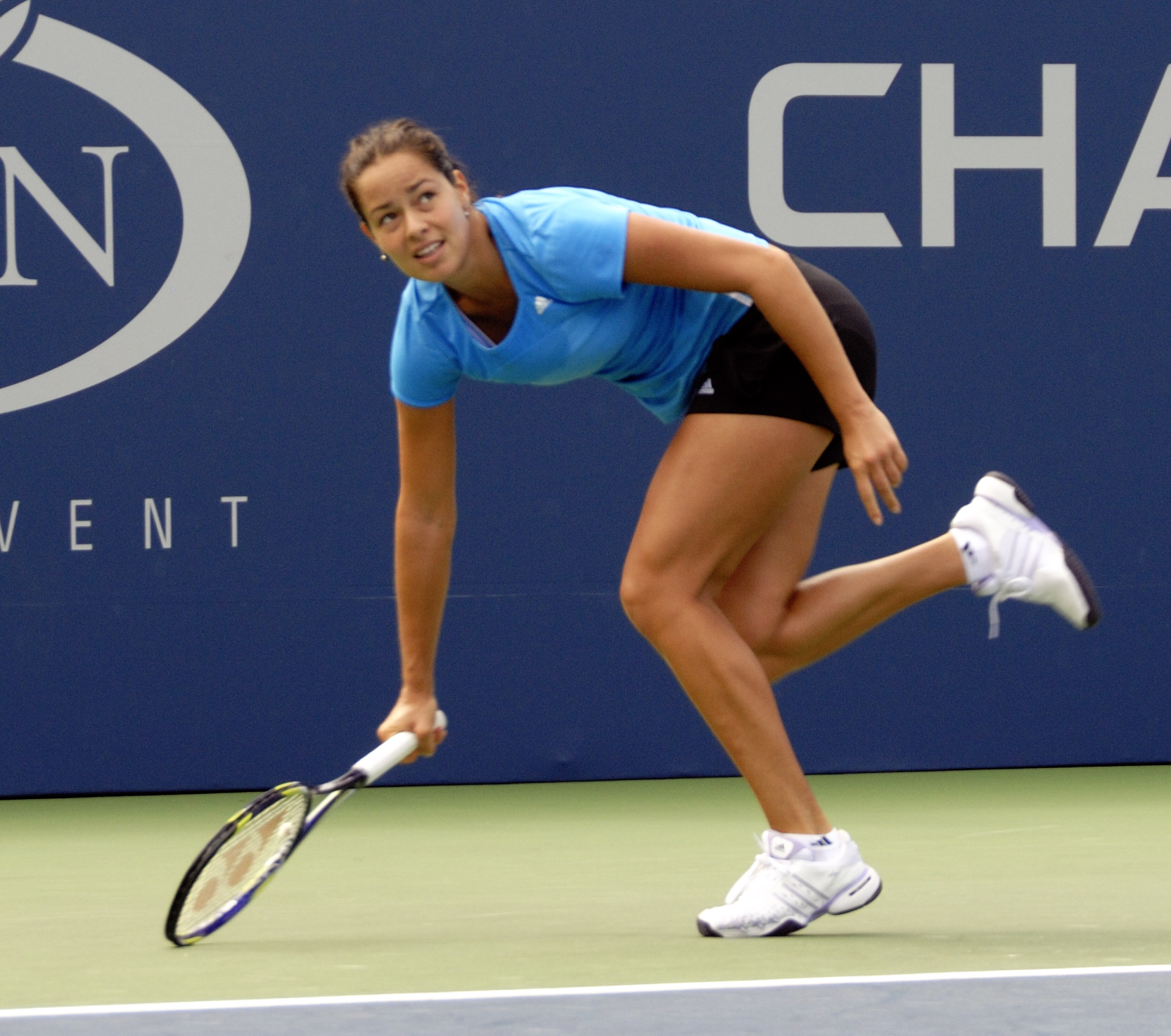
Záchrana míče na US Open

Ve Wimbledonu prošla – dle papírových předpokladů jako turnajová třináctka –, přes Lucii Hradeckou, Erraniovou a osmnáctou nasazenou Samanthu Stosurovou do osmifinále. V něm její cestu ukončila pozdější finalistka Venus Williamsová, když za stavu 1–6 a 1–0 zápas skrečovala.
Během turnajů letní US Open Series vypadla vždy ve druhém kole. Nejdříve na losangeleském LA Women's Tennis Championships se Stosurovou, poté na cincinnatském Western & Southern Financial Group Women's Open s Melindou Czinkovou a konečně na Canada Masters s Lucií Šafářovou. Zlepšení se nedostavilo ani na newyorském US Open, kde ji v úvodním kole vyřadila 52. hráčka světa Ukrajinka Kateryna Bondarenková. Porážka představovala její premiérovou prohru v prvním kole turnajů Grand Slamu. Wimbledonský vítěz Pat Cash následně kritizoval její novou techniku podání a za hlavní problém označil „nedostatek sebedůvěry“.
Poslední turnaj roku odehrála na přelomu září a října v Tokiu. Na události kategorie Premier 5 Toray Pan Pacific Open pokračovala ve výsledcích z předchozí části sezóny. Potřetí v řadě podlehla české hráčce Šafářové, která ji vyřadila v prvním kole. Následně oznámila, že onemocněla zánětem horních cest dýchacích, odhlásila se z pekingského China Open a na webové stránce sdělila, že ukončila sezónu.
Během roku zaznamenala poměr 24 výher a 14 porážek ve dvouhře, nejhorší bilanci od vstupu do profesionálního tenisu a nevyhrála žádný titul. Sezónu zakončila na 21. místě světové klasifikace, když z elitní dvacítky vypadla poprvé od července 2005.

### 2010: Výhra na Tournament of Champions
Prvním turnajem sezóny se stal Brisbane International, do něhož nastoupila jako třetí nasazená. Poté, co mezi osmi posledními porazila Pavljučenkovovou, probojovala se do prvního semifinále od turnaje v Indian Wells v březnu 2009. V něm nestačila na Justine Heninovou startující na divokou kartu. Belgičanka se po prvním ukončení kariéry vracela na okruh tímto turnajem. Na australském grandslamu Australian Open přijížděla jako turnajová dvacítka. Ve druhém kole ji vyřadila Argentinka Gisela Dulková.

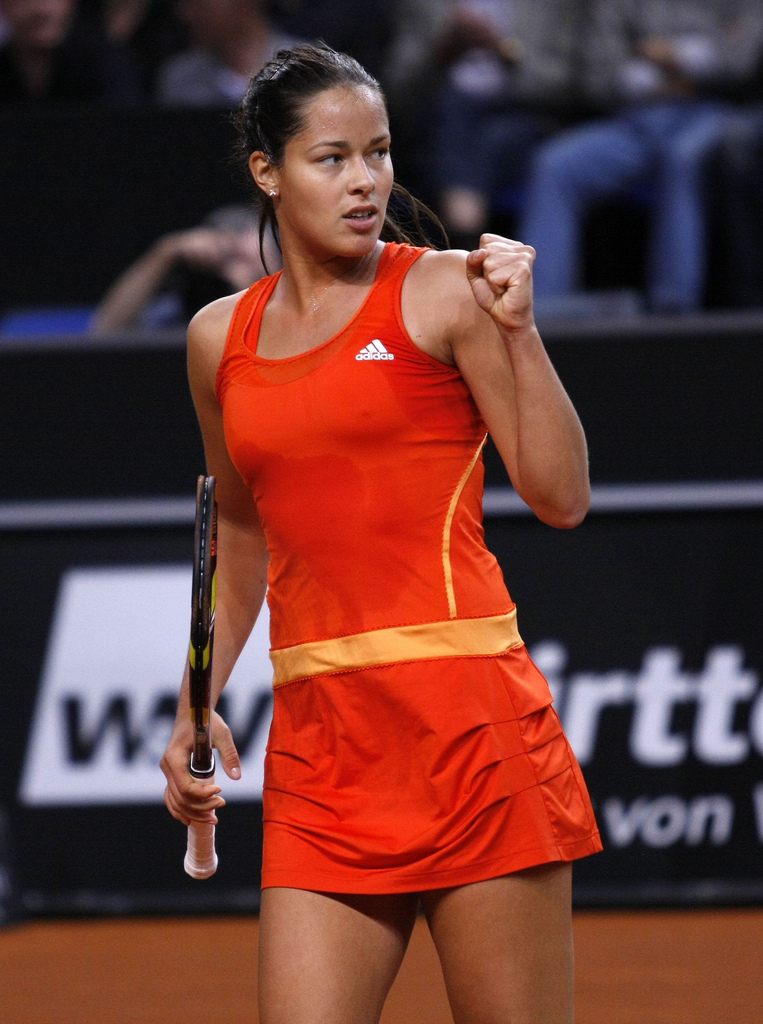
Vítězné gesto v zápase na stuttgartské antuce

Jako členka srbského týmu nastoupila do prvního kola Světové skupiny Fed Cupu proti Rusku. Jednalo se o vůbec první utkání Srbek v nejvyšší úrovni soutěže. Ivanovićová prohrála obě dvouhry proti Světlaně Kuzněcovové i Alise Klejbanovové. Za vyrovnaného stavu 2–2 na zápasy pak s Jankovićovou nestačily na pár Kuzněcovová a Klejbanovová. Následně se odhlásila z turnaje Barclays Dubai Tennis Championships pro tendinitidu lokte.
Poté, co opustila program Adidas, oznámila, že během jarní americké části roku naváže spolupráci s bývalým koučem Steffi Grafové Heinzem Günthardtem. Debutové klání pod jeho vedením odehrála proti Kim Clijstersové na exhibici Billie Jean King Cupu, kde jednosetové klání prohrála ve zkrácené hře. Na BNP Paribas Open v Indian Wells vypadla v úvodní fázi, když byla nad její síly 63. lotyšská hráčka žebříčku Anastasija Sevastovová. Ztrátou velkého počtu bodů vypadla z první padesátky světové klasifikace, poprvé od března 2005. Jako dvacátá pátá nasazená pak na Sony Ericsson Open zvítězila v prvním utkání od lednového Australian Open, a to nad Francouzkou Pauline Parmentierovou. Ve třetím kole ji pak zastavila šestá nasazená Agnieszka Radwańská.
První antukový turnaj sezóny odehrála ve stuttgartské hale na turnaji Porsche Tennis Grand Prix, kde ji podruhé v řadě vyřadila starší ze sester Radwańských. Spolu s Němkou Andreou Petkovicovou zde nastoupila do první soutěže čtyřhry od června 2009. V úvodním kole však německo-srbský pár podlehl dvojici Sarah Borwellová a Raquel Kopsová-Jonesová. Na římském Internazionali BNL d'Italia pro ni začal herně nejlepší týden za téměř poslední dva roky. Jako 58. tenistka světa porazila Jelenu Vesninovou, dvě hráčky elitní desítky Viktorii Azarenkovou a Jelenu Dementěvovou, aby postoupila do čtvrtfinále. V něm si poradila se čtrnáctou nasazenou Naděždou Petrovovou. Mezi posledními čtyřmi hráčkami skončila na raketě Španělky Maríe José Martínezové Sánchezové po dvousetovém průběhu. Semifinále v Římě jí zajistilo start na madridské antuce Mutua Madrileña Open, kam automaticky obdržela divokou kartu. Na okruhu WTA se tak stala historicky první nenasazenou tenistkou hrající na divokou kartu, která měla volný los do druhého kola. V něm podlehla krajance Jeleně Jankovićové, přestože ve druhém setu nevyužila výhodu prolomeného podání.

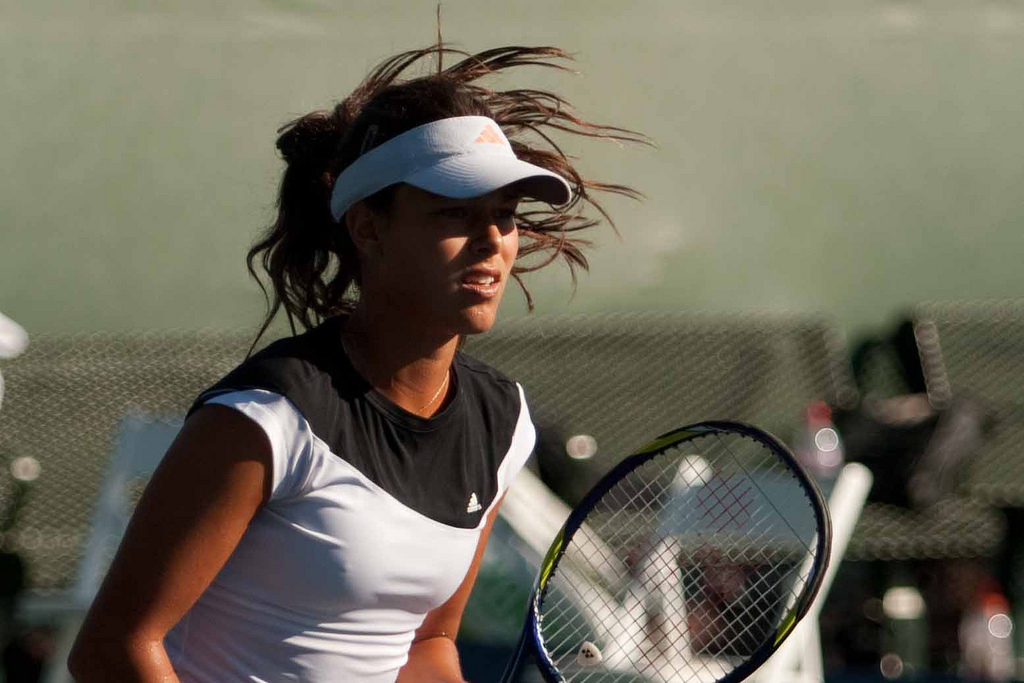
Trénink na letním turnaji ve Stanfordu

Poprvé od roku 2005 startovala na grandslamu jako nenasazená tenistka. Ve druhém kole French Open nestačila na světovou dvacet osmičku Alisu Klejbanovovou. Travnatou část roku zahájila na nizozemském UNICEF Open, kde po výhře nad Sofií Arvidssonovou vypadla s turnajovou sedmičkou Andreou Petkovicovou. Následovala porážka od třinácté nasazené Šachar Pe'erová v úvodním kole Wimbledonu. V následné pondělní klasifikaci WTA se opět propadla na 64. místo.
Letní díl na amerických betonech rozehrála na stanfordském Bank of the West Classic, kde oplatila předchozí nezdary Klejbanovové. Ve druhém kole ji však zastavila čtvrtá nasazená Marion Bartoliová. Z turnaje Mercury Insurance Open odjela již po prvním kole, když prohrála stejně jako ve Wimbledonu Izraelce Pe'erové. Okruh pokračoval cincinnatským Western and Southern Financial Group Women's Open, kde na úvod dokázala otočit nepříznivý vývoj utkání s devátou nasazenou Viktorií Azarenkovou, kterou zdolala. Po dalších třech výhrách prošla do semifinále, v němž po odehrání třech her skrečovala Kim Clijstersové. Důvodem bylo zranění nohy. Zisk 395 bodů ji ze 62. příčky vynesl na 39. pozici. Pro nedoléčené zranění se odhlásila z turnaje Pilot Pen Tennis v New Havenu. V prvních třech kolech US Open zůstaly na její raketě Jekatěrina Makarovová, turnajová jednadvacítka Čeng Ťie a Virginie Razzanová, s nimiž neztratila ani jeden set. V osmifinále se na druhém turnaji za sebou potkala s Kim Clijstersovou, pozdější vítězkou, která ji vyřadila po hladkém průběhu.

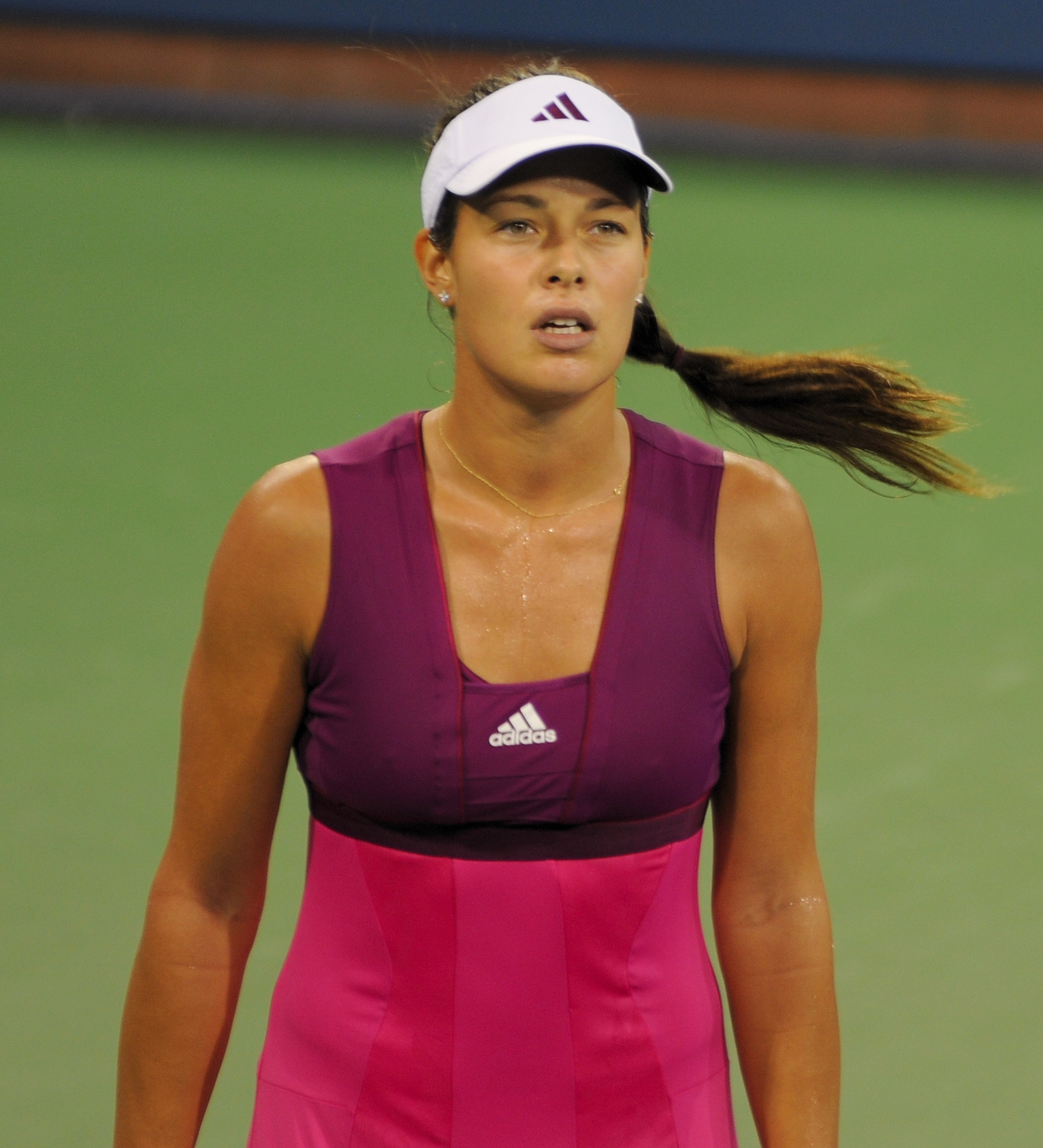
V utkání na US Open

Jako sedmá nasazená zavítala na soulský Hansol Korea Open. Otevírací duel proti Věře Duševinové však nezvládla a přesunula se do japonského Tokia. V prvním kole Toray Pan Pacific Open vyřadila vítězku předchozí korejské události Klejbanovovou, ale ve druhém kole byla nad její síly světová čtrnáctka Bartoliová. Další zastávkou asijské části okruhu se stal pekingský China Open, na němž ve druhém vzájemném duelu v řadě oplatila porážku Bartoliové. Po výhrách nad Běloruskou Olgou Govorcovovou a Dementěvovou, skončila ve čtvrtfinále porážkou od dánské světové dvojky a nejvýše nasazené Caroline Wozniacké. Získané body jí pomohly k návratu do první třicítky žebříčku, kde figurovala na 29. místě.
Po návratu do Evropy vyhrála jako sedmá nasazená rakouský Generali Ladies Linz, kam získala divokou kartu. V boji o titul přehrála za 47 minut švýcarskou hráčku Patty Schnyderovou. V roli turnajové čtyřky postoupila na BGL Luxembourg Open do čtvrtfinále, kde skončila prohrou od osmé nasazené Julie Görgesové. Ve stejné fázi vypadla spolu s Yaninou Wickmayerovou také ve čtyřhře, když byl nad jejich síly český pár Lucie Hradecká a Renata Voráčová. Následně oznámila, že končí spolupráci se švýcarským trenérem Heinz Günthardtem, který se vedle koučingu věnoval také televiznímu komentování.
Díky lineckému triumfu se kvalifikovala na jeden ze dvou závěrečných turnajů sezóny Commonwealth Bank Tournament of Champions. Ve finále porazila Alisu Klejbanovovou a připsala si desátý titul kariéry. Vítězství na Bali ji na konečném žebříčku WTA posunulo na 17. místo.

### 2011: První obhájený titul z Bali

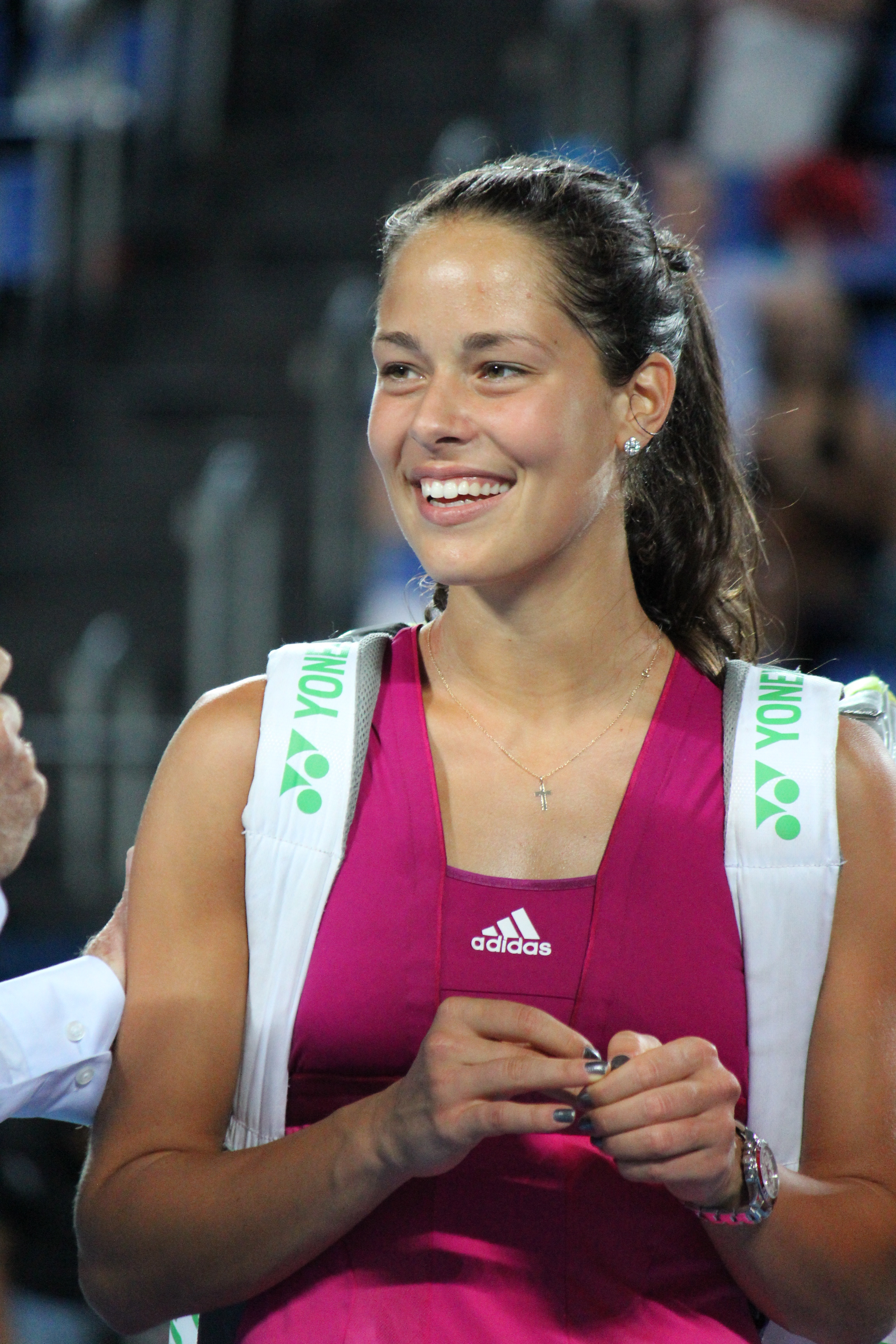
Během Hopmanova poháru

Podruhé v kariéře zahájila sezónu po boku Novaka Djokoviće na Hopmanově poháru v západoaustralském Perthu. Srbský tým vyhrál první dva duely s Kazachstánem a Austrálií poměrem 3–0. Přestože v posledním utkání podlehl Belgii 1–2, postoupil do finále. V důsledku zranění Ivanovićové, které utrpěla během zápasu s Heninovou, se však jihoslovanská dvojice musela z finále odhlásit a nahradila ji druhá Belgie. Probíhající rekonvalescence způsobila její odhlášení z turnaje Medibank International hraném v Sydney.
 
Na Australian Open přijížděla jako nasazená devatenáctka. Za 2 hodiny a 47 minut však odešla z prvního kola poražena Ruskou Jekatěrinou Makarovovou. Ve čtvrtfinále vypadla na thajském PTT Pattaya Open s pátou nasazenou italskou hráčkou Robertou Vinciovou. Jako turnajová čtrnáctka na Dubai Tennis Championships nenašla v úvodním kole recept proti Patty Schnyderové. Porážku poté částečně svedla na poranění břišního svalstva, s nímž se potýkala na začátku roku, a z navazujícího turnaje Qatar Ladies Open se odhlásila.
Jarní americkou část rozehrála tradičně v kalifornském Indian Wells na BNP Paribas Open, kde se jako turnajová devatenáctka probojovala do čtvrtfinále, po výhře nad světovou šestkou Jankovićovou. V něm ji ve třech setech vyřadila patnáctá nasazená Francouzka Marion Bartoliová. Další událost na miamském Sony Ericsson Open opustila v osmifinále, když nestačila na druhou nasazenou Kim Clijstersovou, přestože ve třetím rozhodujícím setu již vedla 5–1 a 40–0, ale nedokázala proměnit ani jeden z pěti nabídnutých mečbolů. Ve čtyřhře pokračovala ve spolupráci s Petkovicovou. Ve druhém kole je přehrály české turnajové šestky Benešová se Záhlavovou-Strýcovou. Poté, co Ivanovićová vypadla ve dvouhře, však z turnaje před čtvrtfinále odstoupily.

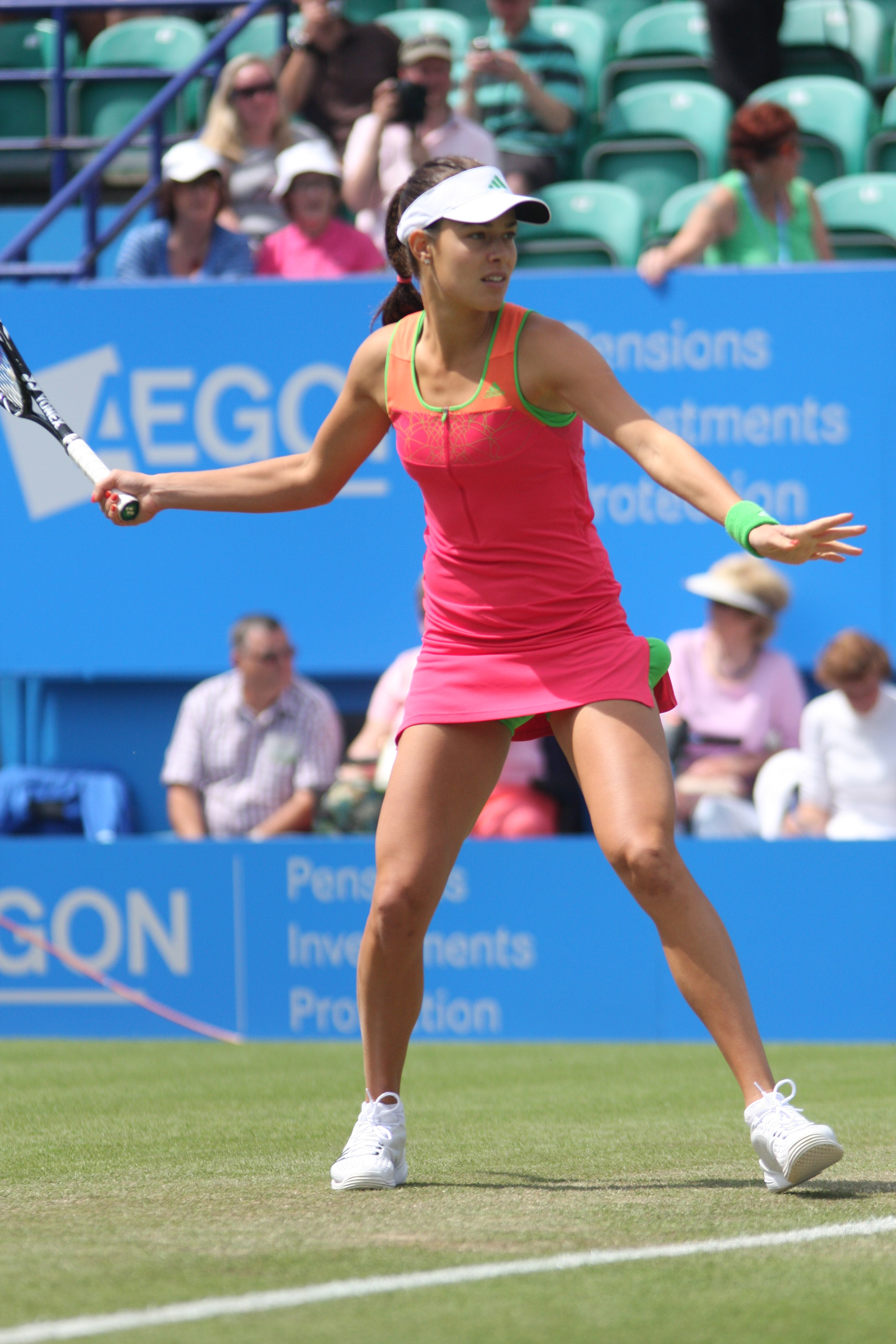
Forhend na turnaji v anglickém Eastbourne

Antukový turnaj Mutua Madrileña Madrid Open, na němž startovala jako turnajová patnáctka, opustila v prvním kole. Prohrála se 41. americkou hráčkou žebříčku Bethanií Mattekovou-Sandsovou. Druhé kolo nepřekročila na římském Internazionali BNL d'Italia, kde jako třináctá nasazená podlehla Belgičance Yanině Wickmayerové Pro drobné zranění zápěstí se odhlásila ze štrasburského Internationaux de Strasbourg. První zápas pro ni znamenal vyřazení z druhého grandslamu French Open, kde ji stopku vystavila Švédka Johanna Larssonová. Zlepšení formy zaznamenala na travnatém AEGON Classic v Birminghamu, kde jako turnajová dvojka postoupila přes Chorvatku Mirjanua Lučićovou do semifinále. Tam skončila na raketě Daniely Hantuchové po třísetovém klání. Na eastbournském AEGON International ji ve druhé fázi vyřadila Venus Williamsová. V roli osmnácté nasazené došla ve Wimbledonu do třetího kola, když dokázala přehrát Američanku Melanie Oudinovou a zástupkyni řeckého tenisu Elenu Daniilidouovou. Ve třetím kole však podlehla ve formě hrající Petře Cetkovské, která předtím zdolala Agnieszku Radwańskou. Po turnaji se jejím trenérem stal šéf ženské části Britské tenisové asociace Nigel Sears.
Druhou letní část na amerických betonech začala prohrou v úvodním kole Bank of the West Classic, kde se její přemožitelkou stala Japonka Ajumi Moritová. Jako turnajová pětka měla volný los na Mercury Insurance Open v Carlsbadu. Ve druhém kole vrátila čerstvou porážku Moritové, navzdory tomu, že ve druhém setu již prohrávala 0–5 na gamy. Po vyřazení Alberty Briantiové a čtvrté nasazené Pcheng Šuaj postoupila do semifinále. V něm nestačila na turnajovou dvojku Věru Zvonarevovou po třísetové bitvě. Roberta Vinciová jí porazila ve třetím kole torontského Rogers Cupu, na kterém s Petkovićovou skrečovala utkání čtyřhry proti dvojici Azarenková a Kirilenková.

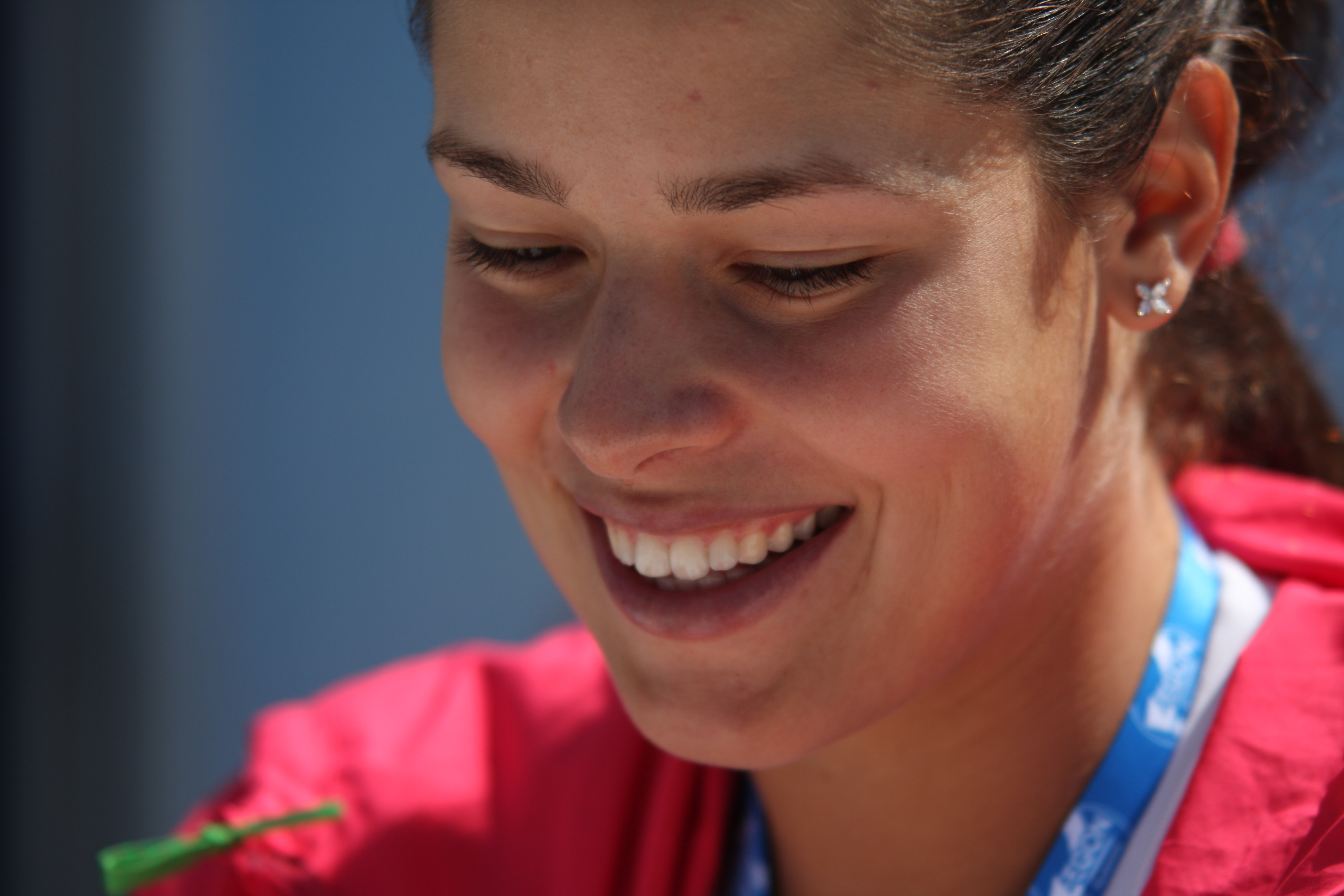
Ana Ivanovićová v červnu 2011

Na newyorském US Open startovala jako šestnáctá nasazená. V prvním kole si poradila s kazašskou hráčkou Xenijí Pervakovou, ve druhém přešla bez boje přes Cetkovskou, ve třetí fázi zdolala Sloane Stephensovou, aby ji ve čtvrtém za hodinu a čtrnáct minut vyřadila finalistka turnaje Serena Williamsová. Poprvé si zahrála také smíšenou čtyřhru spolu s krajanem Nenadem Zimonjićem, ale dvojice podlehla polsko-tchajwanskému páru Mariusz Fyrstenberg a Čan Jung-žan.
Na tokijském Toray Pan Pacific Open vyhrála dvě utkání s Anastasií Rodionovovou a na divokou kartu startující Laurou Robsonovou. Ve třetí fázi skončila na raketě Marie Kirilenkové. Čtvrtfinálovou účast zaznamenala na China Open, kde si poradila s Japonkou Kimiko Dateovou Krummovou, šestnáctou nasazenou Světlanou Kuzněcovovou a světovou trojkou Věrou Zvonarevovou. V utkání proti Agnieszce Radwańské zápas za stavu 3–6 a 2–3 skrečovala pro zádové zranění. V roli obhájkyně titulu obdržela divokou kartu na závěrečný turnaj Commonwealth Bank Tournament of Champions, na kterém opět postoupila až do finále. Poté, co zdolala Robertu Vinciovou a Naděždu Petrovovou, vyhrála i poslední utkání roku. Ve finále nedala šanci Španělce Anabel Medinaové Garriguesové a získala jediný turnajový vavřín sezóny, celkově jedenáctý v kariéře. Jednalo se také o její první obhájený triumf na okruhu WTA.

### 2012: Olympionička a fedcupové finále
Prvním turnajem sezóny se stal Brisbane International, kde jako sedmá nasazená prohrála ve druhém kole se světovou třináctkou Kim Clijstersovou, když nevyužila vedení 3–0 v rozhodujícím setu. Po prvním kole opustila Apia International Sydney, kde ji vyřadila Lucie Šafářová ve dvou sadách. Na Australian Open startovala jako turnajová jednadvacítka. Cestou do osmifinále bez ztráty setu zdolala Lourdes Domínguezovou Linovou, Michaëllu Krajicekovou a Vaniu Kingovou. Ovšem ve čtvrtém kole ji zastavila světová dvojka Petra Kvitová, které podlehla. Získané body znamenaly návrat do první dvacítky žebříčku, kde v následné klasifikaci figurovala na 19. místě.
Na turnaji Qatar Total Open odešla poražena ve druhém kole od další české hráčky a světové třicítky Petry Cetkovské. Do třetího kola se probojovala na Dubai Tennis Championships, kde po vyřazení Schiavoneové a Kirilenkové nestačila na třetí nasazenou Caroline Wozniackou.

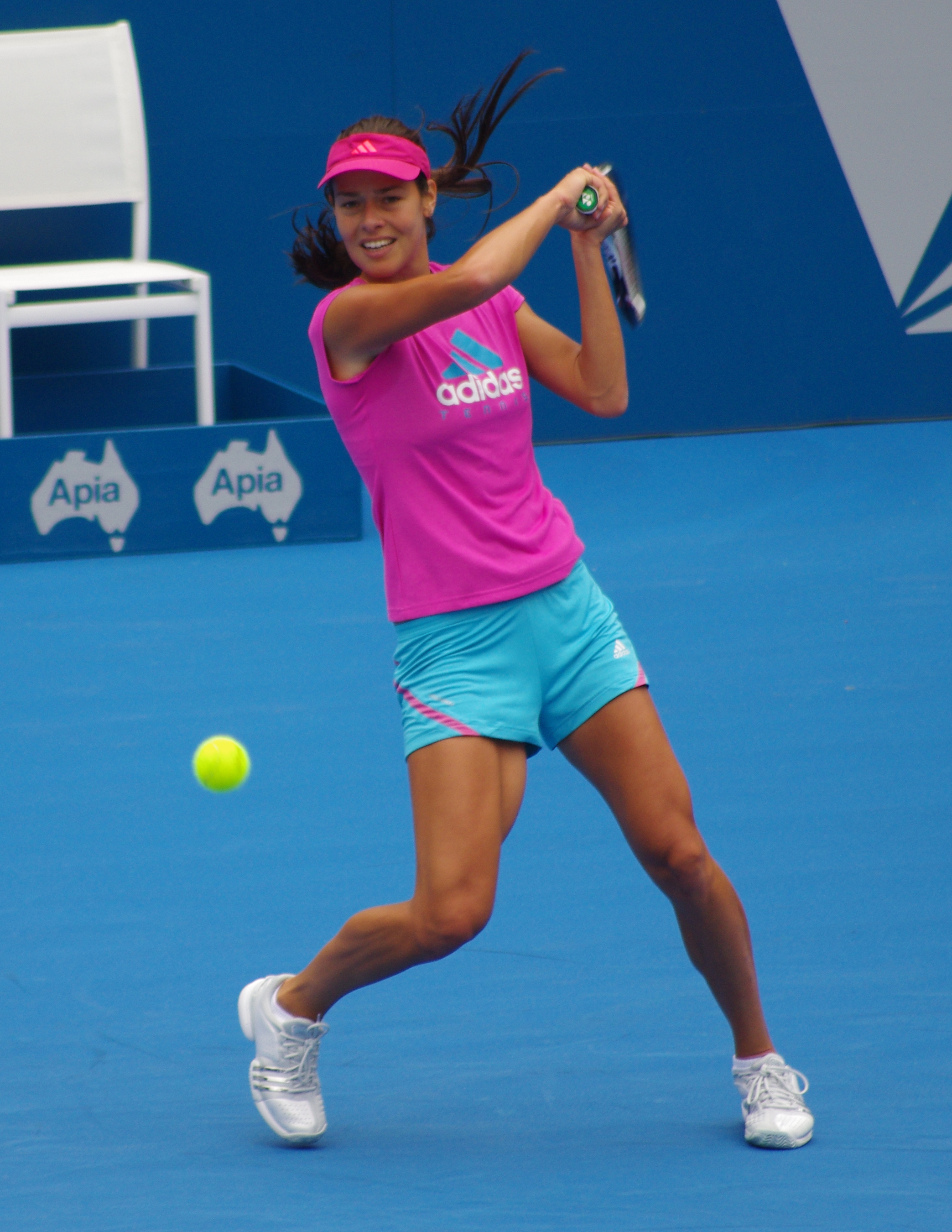
Na lednovém Apia Sydney vypadla v prvním kole

V roli turnajové patnáctky přiletěla do Indian Wells. Na BNP Paribas Open zdolala světovou čtyřku Wozniackou a sedmičku Marion Bartoliovou. V semifinále proti druhé hráčce žebříčku Marii Šarapovové utkání za stavu 4–6 a 1–0 skrečovala. Osmifinálovou účast si připsala na další události Sony Ericsson Open, kde přehrála Danielu Hantuchovou a Vaniu Kingovou. Mezi posledními šestnácti tenistkami pak vypadla se 134. hráčkou světa Venus Williamsovou. Poprvé od sezóny 2009 se posunula do elitní patnáctky, když jí patřilo 14. místo, a premiérově od roku 2008 se stala srbskou jedničkou poté, co přeskočila Jankovićovou.
Na semifinále Světové skupiny Fed Cupu zamířila se srbským týmem do Moskvy. V něm na úvod podlehla Světlaně Kuzněcovové, aby ve druhém singlu porazila Anastasiji Pavljučenkovovou. Srbky se tak dostaly nad Ruskem do vedení 2–1. Poté, co dvouhru vyhrála také Jelena Jankovićová, radovaly se z premiérového postupu do finále soutěže.
Na jediném antukovém turnaji Porsche Tennis Grand Prix konaném v hale, byla nad její síly německá 35. tenistka světa Mona Barthelová. Debutový ročník madridského Mutua Madrileña Open hraný na modré antuce, ji zastihl v lepší formě. V prvních zápasech si poradila s Francouzkou Mathilde Johanssonovou a Naděždou Petrovovou. Ve třetím kole skončila na raketě běloruské světové jedničky Viktorie Azarenkové, když v úvodní sadě ztratila náskok 4–1. Stejný výsledek, postup do třetího kola, zopakovala na římském Internazionali BNL d'Italia, kde vyhrála nad Kuzněcovovou a Španělkou Silvií Solerovou Espinosovou. Její pouť však ukončila druhá nasazená Maria Šarapovová, když nedokázala za stavu 5–3 dovést první sadu do konce. Jako třináctá nasazená vypadla na French Open potřetí za sebou ve třetím kole. Po výhrách nad Larou Arruabarrenovou Vecinovou a Šachar Pe'erovou, jí porazila turnajová jednadvacítka a finalistka grandslamu Sara Erraniová ve třech setech.

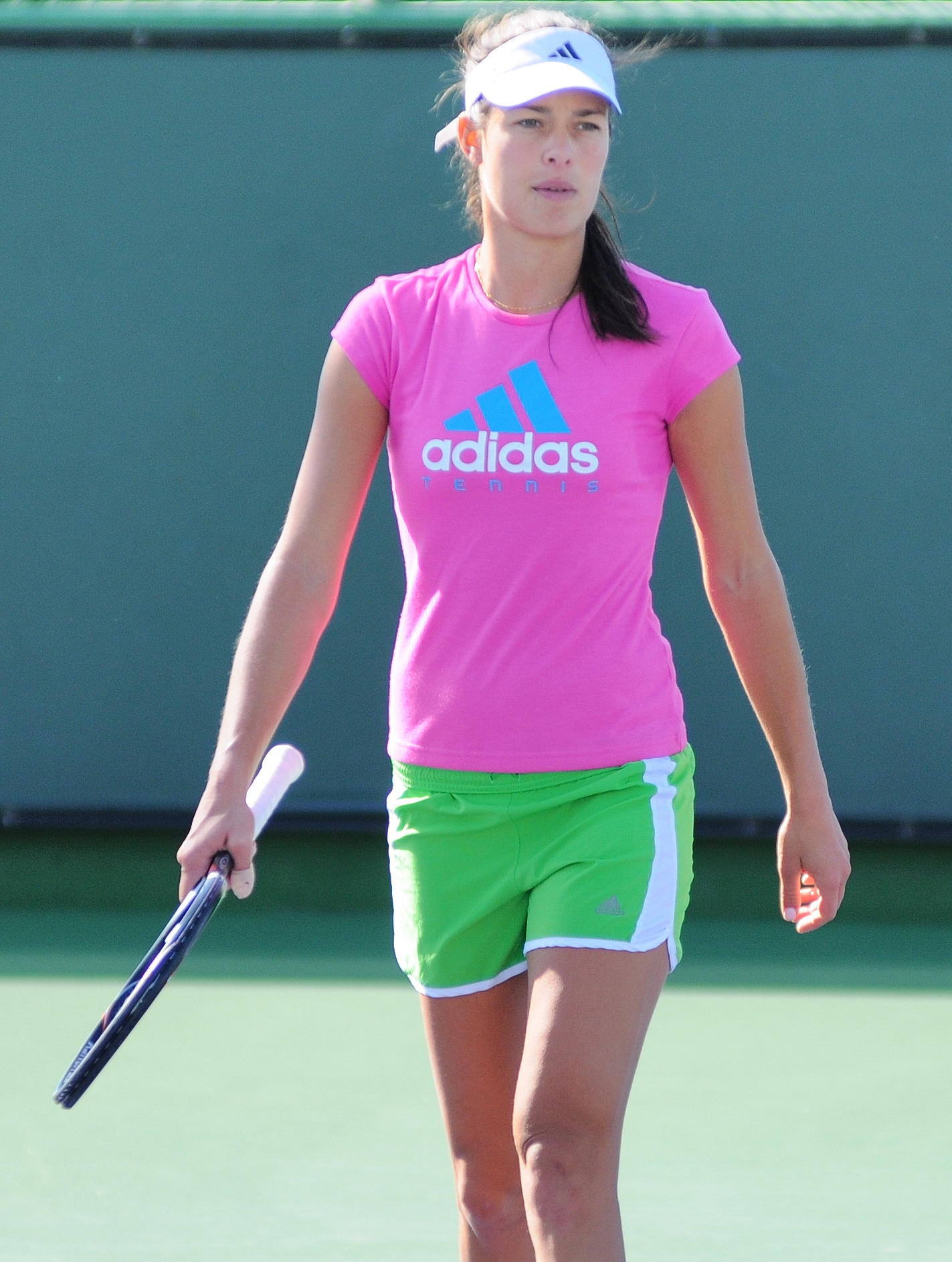
Během turnaje BNP Paribas Open v kalifornském Indian Wells

Pro poranění kyčle se odhlásila z wimbledonské přípravy na trávě na AEGON International. Do Wimbledonu přijížděla v roli čtrnácté nasazené. Na cestě do čtvrtého kola zůstaly na její raketě María José Martínezová Sánchezová, Kateryna Bondarenková a ve třetím duelu také dvacátá druhá nasazená Julia Görgesová. V osmifinále však utrpěla nejtěžší porážku dosavadní kariéry, když na turnajovou dvojku Viktorii Azarenkovou uhrála pouze jeden game. Do té doby v každém zápase vyhrála alespoň tři hry. Bodové hodnocení ji následně posunulo na 12. místo světové klasifikace.
Premiérový olympijský start zaznamenala na Hrách XXX. olympiády v Londýně. Na wimbledonském pažitu nastoupila do dvou soutěží. Jako jedenáctá nasazená ve dvouhře prošla přes 26. hráčku světa Christinu McHaleovou a Britku Elenu Baltachovou do třetího kola, kde nestačila na Kim Clijstersovou. Spolu s Nenadem Zimonjićem vypadli v úvodním duelu smíšené čtyřhry s indickou dvojicí Sania Mirzaová a Leander Paes.
Sezóna pokračovala letní sérií US Open, v jejímž rámci odehrála před grandslamovým vrcholem jediný turnaj Canada Masters v Montréalu. Rozloučila se s ním v úvodním zápase, když jí deklasovala Roberta Vinciová poměrem 6–0 a 6–0. Po Šarapovové a Safinované se tak stala další bývalou světovou jedničkou, která obdržela „dva kanáry“ a první jedničkou v historii, jíž porazila tenistka, která sama nevyhrála grandslam, ani nebyla světovou jedničkou (Šrapovová podlehla tímto výsledkem Lindsay Davenportové a Safinová pak Kim Clijstersové). Z pozice dvanácté nasazené na US Open se probojovala do čtvrtfinále. Postupně udolala ukrajinskou kvalifikantku Jelinu Svitolinovou, Sofii Arvidssonovou, Sloane Stephensovou a v osmifinále přehrála Bulharku Cvetanu Pironkovovou. Od roku 2008, kdy byla světovou jedničkou, tak poprvé pronikla do čtvrtfinále grandslamu. V něm ji zastavila světová čtyřka a vítězka turnaje Serena Williamsová.
Na asijském okruhu skončila nejdříve ve druhém kole Toray Pan Pacific Open na raketě Urszuly Radwańské. Poté podlehla na China Open ve třetím kole Švýcarce Romině Oprandiové. Po návratu do Evropy startovala jako nasazená dvojka na Generali Ladies Linz, kde ji po vítězstvích nad Monicou Niculescuovou a Petkovicovou vyřadila Belgičanka Kirsten Flipkensová. Posledním turnajem roku se stal říjnový Kremlin Cup, na němž se probojovala do třetího kola. Po výhře nad srbskou hráčkou Vesnou Doloncovou ukončila její moskevskou anabázi turnajová jednička a světová devítka Samantha Stosurová.
Jako 12. hráčka žebříčku plnila roli srbské jedničky v listopadovém finále Fed Cupu proti České republice. Historickou první účast v boji o stříbrnou mísu Srbky nezvládly a na tvrdém pražském povrchu prohrály 1–3 na zápasy. V páteční dvouhře Ivanovićovou porazila světová sedmnáctka Lucie Šafářová. V sobotu pak získala jediný bod výhrou nad osmou hráčkou žebříčku Petrou Kvitovou.

### 2013: Finalistka Hopmanova poháru
Sezónu rozehrála účastí v srbském týmu na Hopmanově poháru, kde vytvořila první nasazenou dvojici s Novakem Djokovićem. V základní skupině vyhrála bez ztráty setu všechny tři dvouhry proti Italce Francesce Schiavoneové, Australance Ashleigh Bartyové a Němce Tatjaně Malekové, Srbové postoupili do finále, v němž nestačili na Španělsko 1:2 na zápasy. V úvodním singlu ji po třísetovém průběhu přehrála Anabel Medinaová Garriguesová. Přestože Djoković dokázal srovnat skóre, srbský pár odešel poražen z rozhodujícího mixu.

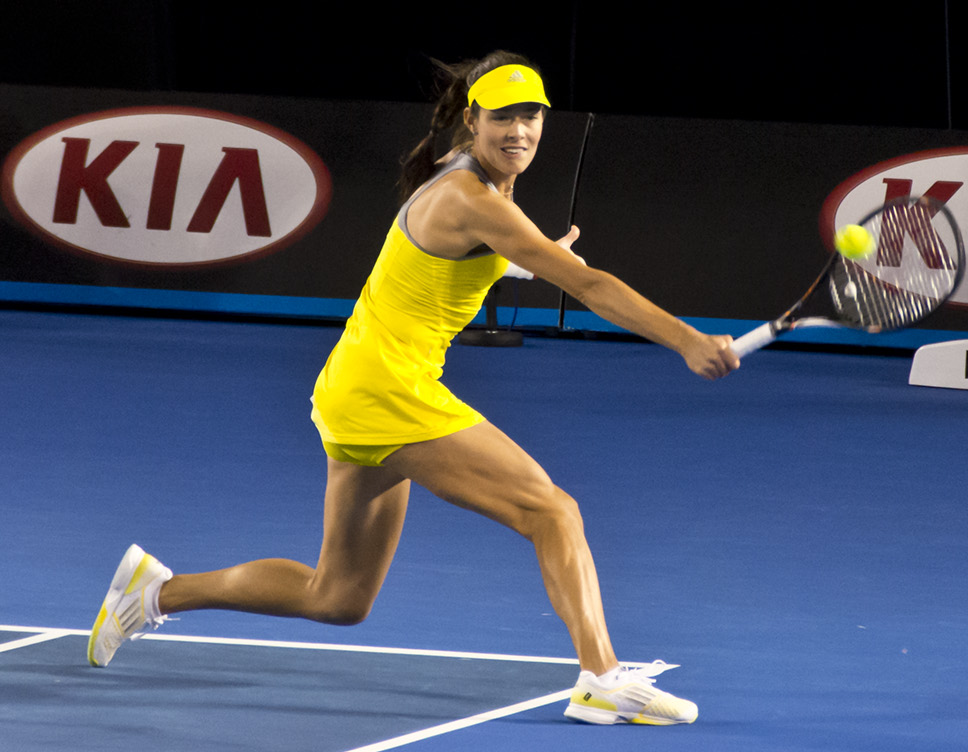
Na Australian Open došla do osmifinále

Na Australian Open vyhrála první tři zápasy nad Melindou Czinkovou, Čan Jung-žan a krajankou Jelenou Jankovićovou. V osmifinále pak nestačila na polskou hráčku Agnieszku Radwańskou ve dvou setech. Na thajský PTT Pattaya Open přijížděla v roli nejvýše nasazené. V prvním klání ji však překvapivě vyřadila japonská tenistka Ajumi Moritová. Pro zraněné rameno vynechala plánové úvodní kolo Světové skupiny Fed Cupu. Poté se v roli turnajové dvanáctky objevila na arabském Qatar Total Open. Ve třetí fázi ji opět stopku vystavila Agnieszka Radwańska, přestože Polce prolomila podání ve dvanácté hře druhého setu a za stavu 6–5 na gamy šla podávat na vítězství v sadě. Ve druhém kole skončila na Dubai Tennis Championships po těsné porážce od Petry Kvitové.
Po volném losu na povinné události Premier Mandatory, kalifornském BNP Paribas Open, si ve druhém kole poradila s americkou teenagerkou Taylor Townsendovou, která jí uzmula jen tři hry. Ve třetí fázi však podlehla dobře servírující Němce Moně Barthelové po třísetovém průběhu. Na druhém velkém březnovém turnaji, floridském Sony Open Tennis, nejdříve hladce zdolala Urszulu Radwańskou. V dalším zápase přešla přes Rusku Světlanu Kuzněcovovou, aby ji v osmifinále zastavila osmá nasazená Sara Erraniová ve třech setech. Konečnou fází se pro ni stalo druhé kolo mexického Monterrey Open, kde byla vyřazena maďarskou obhájkyní titulu Tímeou Babosovou. Poprvé od US Open 2008 tak nezvládla zápas s hráčkou postavenou mimo první stovku žebříčku.

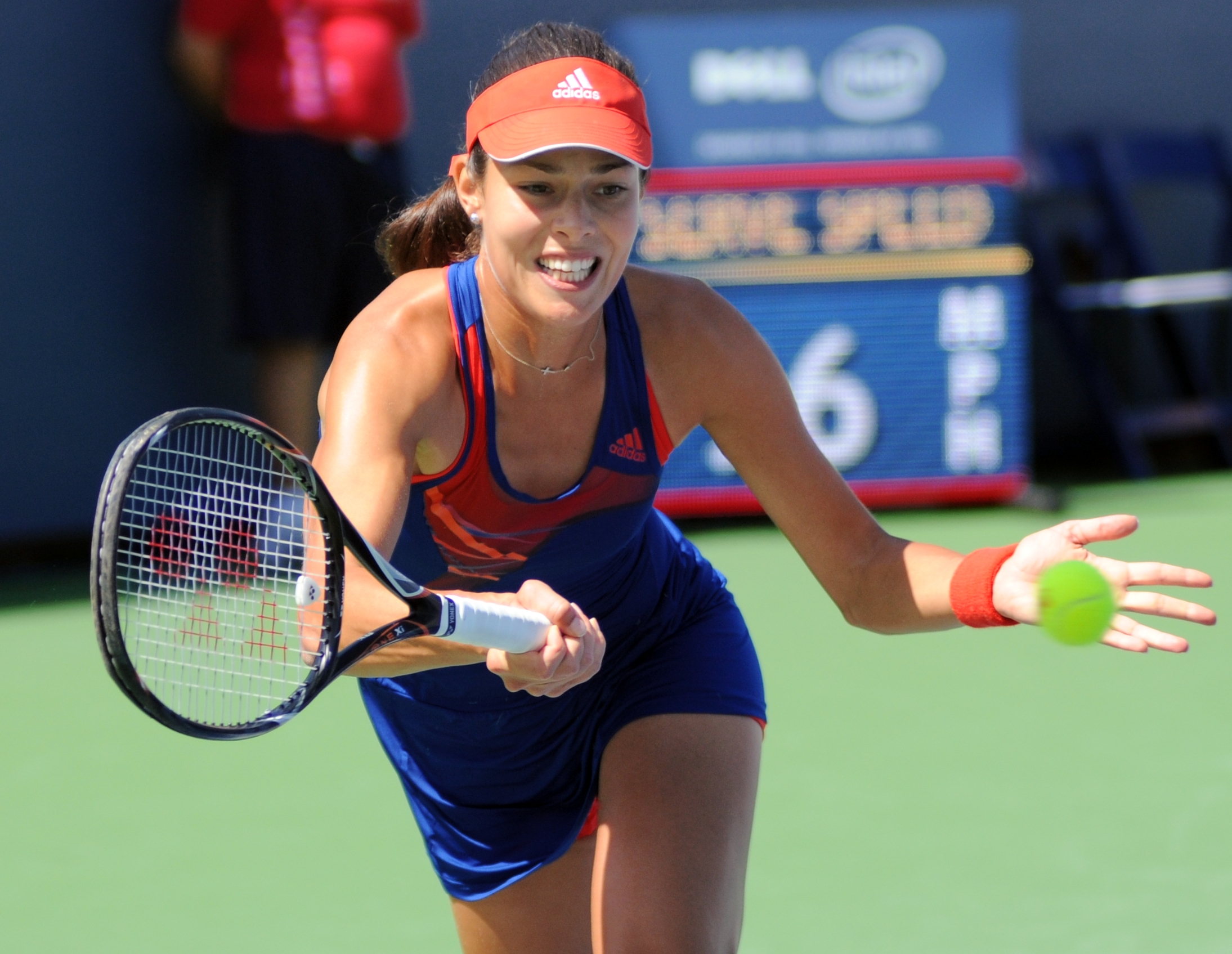
Ve čtvrtfinále Southern California Open

Zlepšení formy následovalo v antukové části. Čerstvou porážku z Indan Wells vrátila Moně Barthelové v baráži Světové skupiny Fed Cupu proti Německu. Ve stuttgartské Porsche-Arena porazila i Angelique Kerberovou. Přesto Srbky prohrály 2:3 na zápasy. Následující týden odehrála ve stejné hale turnaj Porsche Tennis Grand Prix, kde si poradila s další Němkou Andreou Petkovicovou a osmou nasazenou Naděždou Petrovovou, aby ji ve čtvrtfinále zastavila pozdější vítězka a světová dvojka Maria Šarapovová po třísetové bitvě. Povinná účast na Mutua Madrid Open z kategorie Premier znamenala semifinále. Jako nasazená šestnáctka postoupila mezi poslední čtyři hráčky přes Kerberovou, která ji vzala jen čtyři hry. Podruhé v řadě však skončila na raketě Šarapovové. Na navazujícím Internazionali BNL d'Italia nezvládla úvodní duel s Polkou Urszulou Radwańskou. Pařížský French Open odehrála jako turnajová čtrnáctka. Po výhrách nad hráčkami z přelomu první a druhé stovky, Petrou Martićovou, Mathilde Johanssonovou a Virginií Razzanovou, nezvládla osmifinále proti světové čtyřce Agnieszce Radwańské, která ji porazila potřetí v průběhu roku.
Na travnatém Wimbledonu přešla opět přes kvalifikantku Razzanovou, aby ji ve druhém kole vystavila stopku kanadská vycházející hvězda Eugenie Bouchardová, pozdější nováček roku 2013.

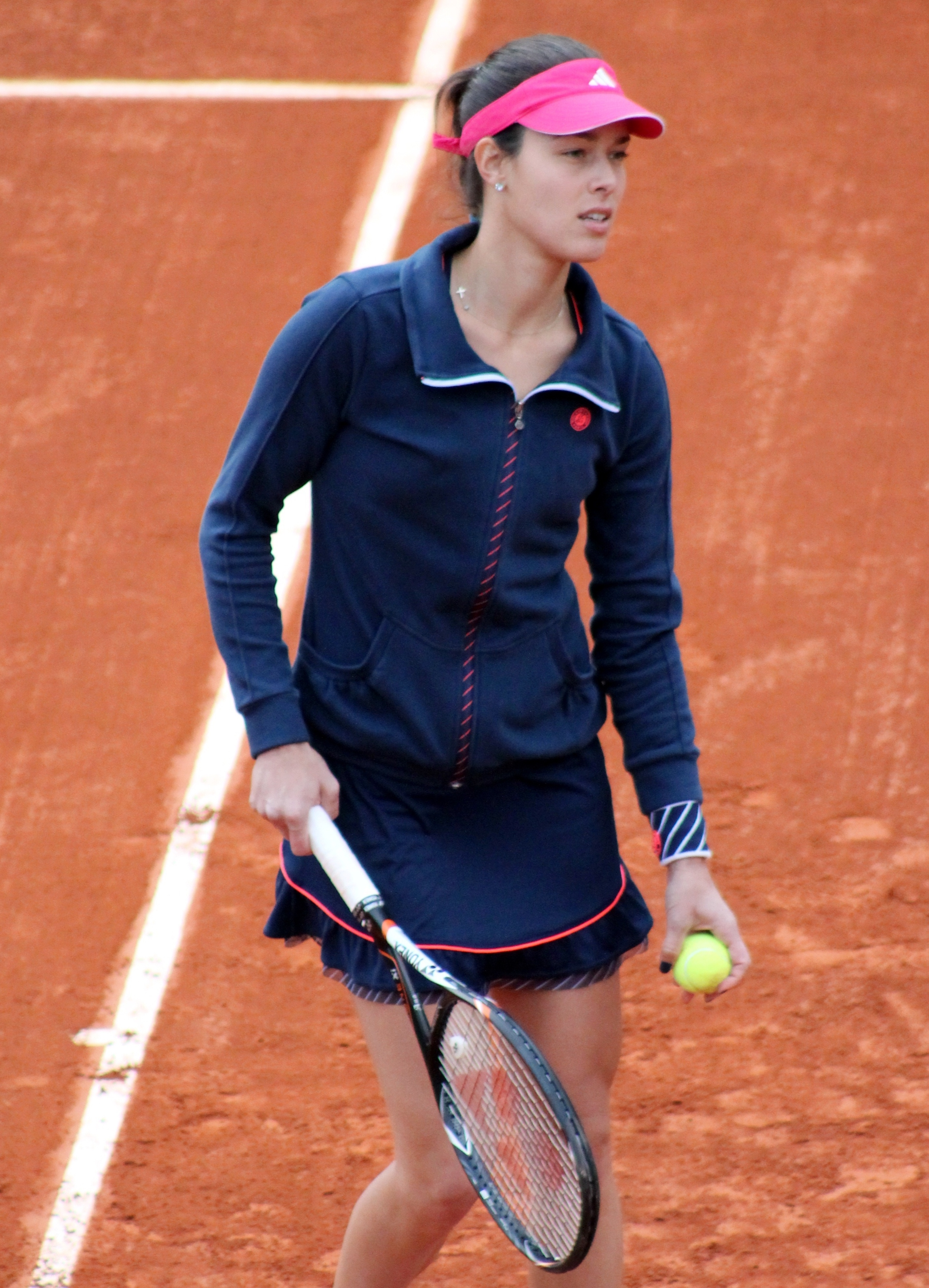
Během French Open

V červenci se rozešla s trenérem Searsem a najala si Nemanju Kontiće. Letní sezónu na tvrdém povrchu rozehrála na carlsbadském Southern California Open, kde ve čtvrtfinále vyřadila Robertu Vinciovou, aby poté podlehla světové dvojce Viktorii Azarenkové, přestože Bělorusce uštědřila v úvodním setu „kanára“. Na Rogers Cupu přešla bez ztráty sady přes Sie Šu-wej a Flavii Pennettavou. Poté však skončila porážkou od páté hráčky žebříčku Li Na. Přes vedení 5–2 na gamy v rozhodující sadě nezvládla následný tiebreak. V prvním zápase na cincinnatském Western & Southern Open ji zastavila Francouzka Alizé Cornetová. Na grandslamu US Open pak prošla třísetovou výhrou nad 114. hráčkou světa Christinou McHaleovou do osmifinále, přestože vytvořila 51 nevynucených chyb. Mezi poslední šestnáctkou účastnic podlehla světové dvojce Azarenkové po třísetovém průběhu. Výhra ve druhé sadě 6–3 znamenala pro Srbku vůbec první vítězný grandslamový set nad hráčkou elitní desítky žebříčku od svého triumfu na French Open 2008, čímž ukončila šňůru 15 prohraných sad.
Na tokijském Toray Pan Pacific Open, naposledy hraném v kategorii Premier 5, ji ve třetím kole vyřadila Kerberová. Navazující China Open v Pekingu představoval porážku ve druhém kole od slovinské kvalifikantky Polony Hercogové. Po návratu do Evropy prošla bez ztráty setu do finále halového Generali Ladies Linz, když ve čtvrtfinále zdolala sedmou nasazenou Dominiku Cibulkovou a mezi poslední čtyřkou Švýcarku Stefanii Vögeleovou. V boji o titul však nestačila na světovou desítku a turnajovou jedničku Kerberovou. Ve druhé sadě odvrátila tři mečboly a sama nedokázala proměnit čtyři setboly. Jako nasazená čtyřka si na úvod moskevského Kremlin Cupu poradila s Klárou Zakopalovou, aby poté vypadla se Sam Stosurovou.
Sezónu zakončila třetí účastí na Tournament of Champions, hraném v Sofii, kde v letech 2010 i 2011 triumfovala. Na událost získala divokou kartu. V základní skupině Sredets porazila Bulharku Cvetanu Pironkovovou a vrátila dva týdny starou porážku Stosurové. Nestačila pak na Jelenu Vesninovou, když ztratila náskok 5–2 na gamy ve třetím setu. Dvakrát v něm podávala na vítězství v zápase. Z druhého místa prošla do semifinále, kde byla nad její síly pozdější vítězka Simona Halepová. V duelu opět nevyužila vedení 3–0 na gamy v rozhodující sadě.
V konečné klasifikaci žebříčku WTA jí patřila 16. příčka.

### 2014: Návrat do Top 10 a první titul na trávě
V první týden sezóny se objevila v roli druhé nasazené na ASB Classic v Aucklandu. Po semifinálové výhře nad Belgičankou Kirsten Flipkensovou si připsala dvanáctý kariérní titul WTA, když zdolala Venus Williamsovou. Turnajovou trofej tak slavila poprvé od listopadu 2011. Na Australian Open se postarala o jedno z hlavních překvapení grandslamu. V osmifinále poprvé ve své kariéře porazila světovou jedničku Serenu Williamsovou. V předcházejícím kole vyřadila Samanthu Stosurovou. Podruhé ji však na majoru zastavila turnajová třicítka Eugenie Bouchardová, tentokrát ve čtvrtfinálové fázi.

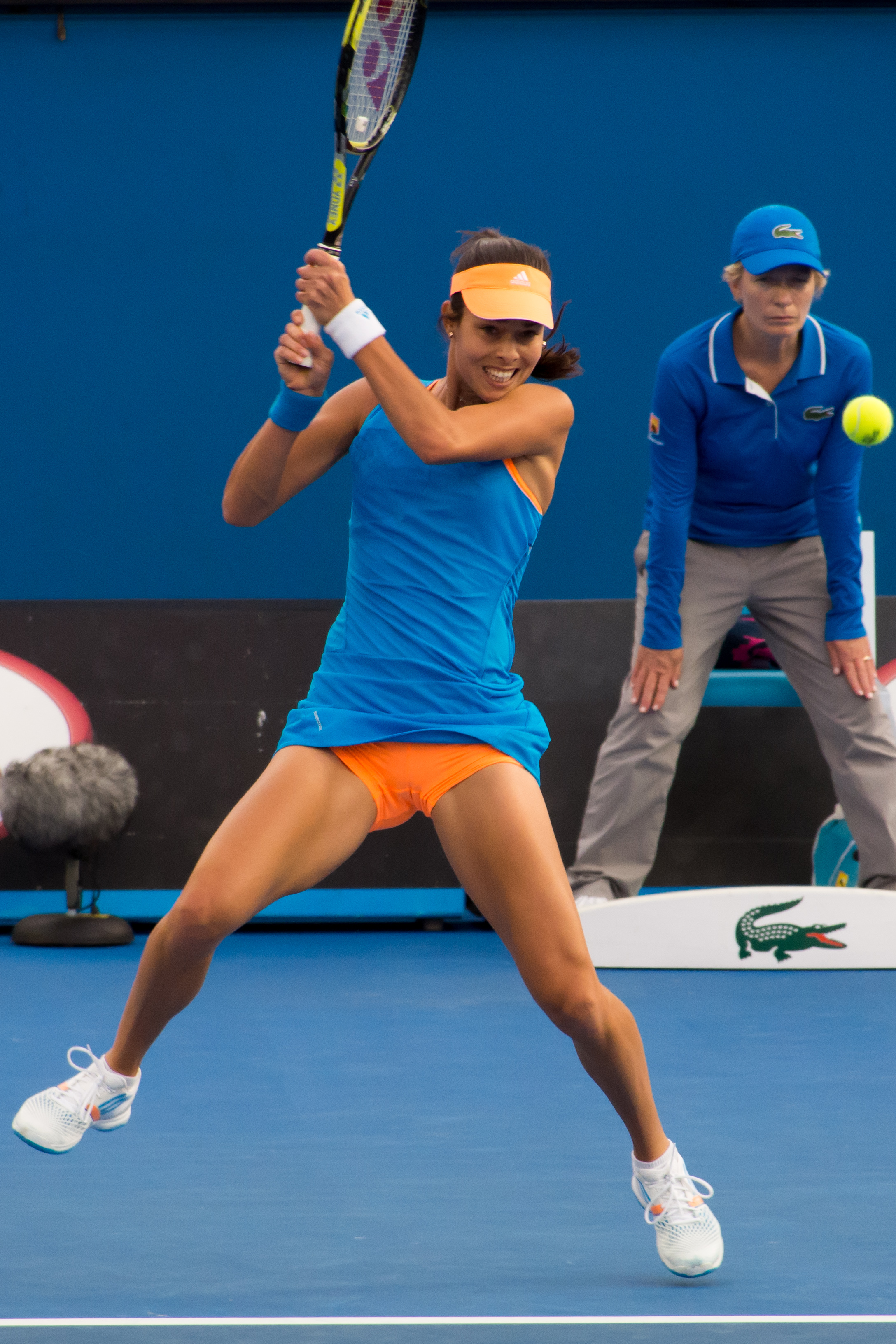
Na Australian Open vyřadila světovou jedničku Serenu Williamsovou

Pro zranění kyčle se odhlásila z pařížského Open GDF Suez. Až do dubna pak neprošla do žádného čtvrtfinále. Na Qatar Total Open skončila ve druhém kole s Klárou Koukalovou. Ve stejné fázi Dubai Tennis Championship ji porážku vrátila Venus Williamsová, na níž uhrála jen tři gamy. V prvním kole však vyřadila šestou nasazenou Kerberovou, když proti ní odvrátila mečbol. Po výhře nad Ukrajinkou Elinou Svitolinou na BNP Paribas Open nepřešla druhou fázi. V ní nezvládla utkání s Američankou Sloane Stephensovou. Navazující miamský
Sony Open Tennis představoval mírné zlepšení formy, když porazila novou šampiónku z Indian Wells Flavii Pennettaovou, aby ji v osmifinále stopku vystavila Petra Kvitová. V postavení světové třináctky a druhé nasdazené přijela na přelomu března a dubna na mexický Monterrey Open, z něhož si odvezla druhý titul v probíhající sezóně a třináctý kariérní. Na její raketě potupně zůstaly Urszula Radwańská, kanadská kvalifikantka Aleksandra Wozniaková, turnajová šestka Magdaléna Rybáriková, která jí uštědřila „kanára“, a v semifinále bývalá světová jednička Caroline Wozniacká. V boji o titul zdolala překvapivou finalistku, až 137. hráčku žebříčku a krajanku, Jovanu Jakšićovou. Jednalo se o historicky první finále dvou srbských hráček na okruhu WTA Tour.
V baráži druhé světové skupiny Fed Cupu proti Rumunsku podlehla v sobotní dvouhře Soraně Cîrsteaové. Prohra na ni nezanechala stopy, když v úvodním nedělním singlu porazila na bukurešťské antuce světovou pětku Simonu Halepovou ve dvou setech. Byl to však jediný bod týmu. Srbky podlehly 4:1 na zápasy a sestoupily.
Antukovou část roku rozehrála na halovém Porsche Tennis Grand Prix ve Stuttgartu, kde si v roli turnajové devítky zahrála o titul. Poprvé v kariéře se probojovala do finále dvou po sobě jdoucích turnajů. Prvně po pěti letech také došla do finále události kategorie Premier, když naposledy předtím si o titul zahrála na BNP Paribas Open 2009. Cestou pavoukem na její hru nestačily Sabine Lisická, Julia Görgesová, ve 400. vítězném zápase na okruhu, Světlana Kuzněcovová a v semifinále světová šestka a fedcupová spoluhráčka Jelena Jankovićová. Touto výhrou završila 40. vítězné utkání v kariéře nad hráčkou elitní desítky. Ve finále však nestačila na dvojnásobnou obhájkyni titulu Marii Šarapovovou, která na antuce směřovala k druhému titulu z Roland Garros.

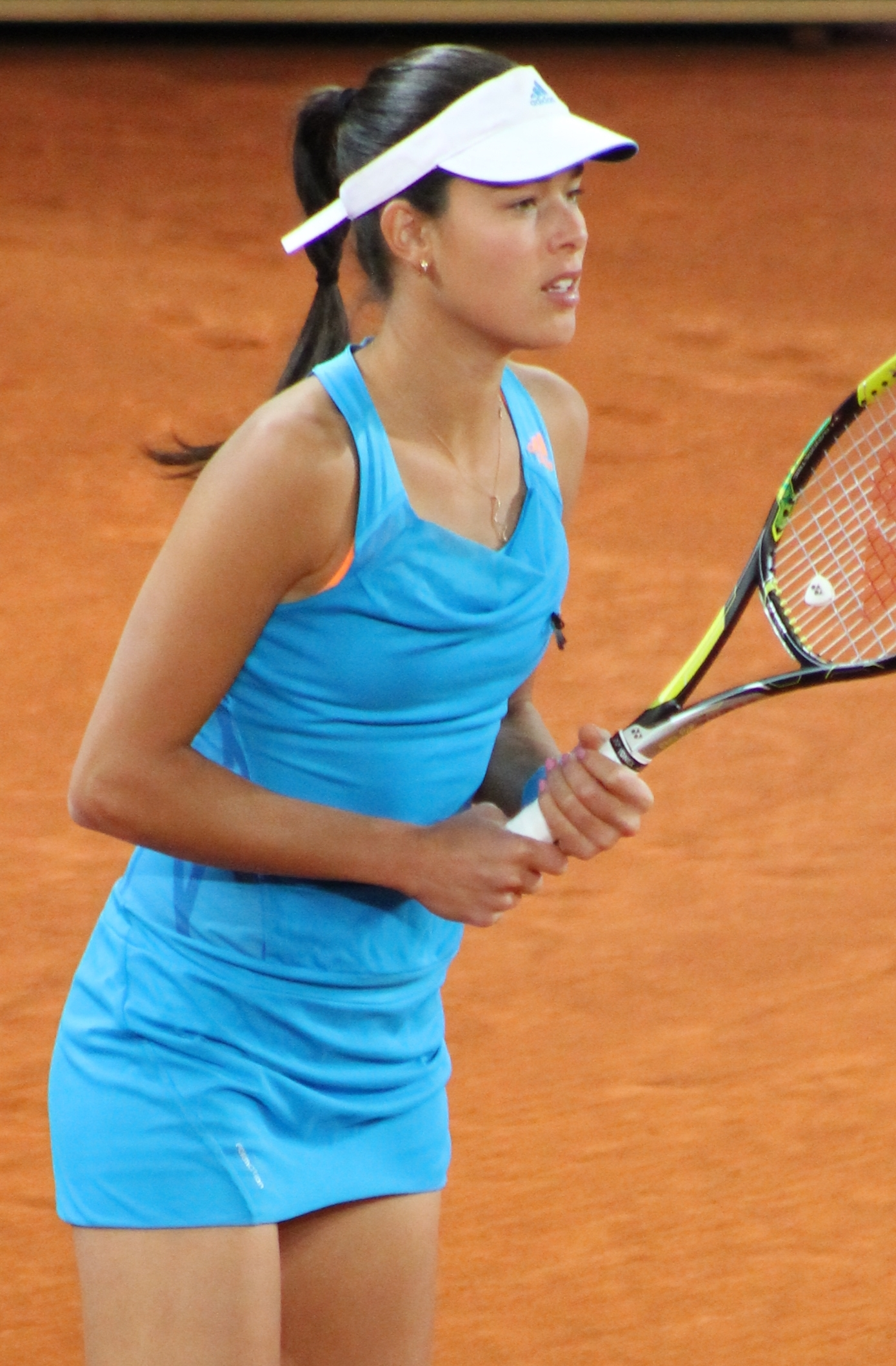
Na Rome Masters prošla do semifinále

Na povinné antukové události Mutua Madrid Open vyřadila Američanku Madison Keysovou, krajanku Bojanu Jovanovskou a Anastasiji Pavljučenkovovou. Mezi poslední osmičkou tenistek však podlehla pozdější finalistce Halepové. Na římském Rome Masters oplatila v osmifinále porážku Šarapovové a přes Carlu Suárezovou Navarrovou zamířila do semifinále, kde skončila na raketě favorizované Sereny Williamsové. Stala se jedinou tenistkou, která jí na celém turnaji sebrala set. Jako první hráčka od roku 2011, kromě Sereny Williamsové, porazila Šarapovovou na antuce a ukončila její sezónní sérii neporazitelnosti na tomto povrchu (Ruska měla na antuce bilanci 47–3 a zůstávala neporažena od Italian Open 2011). Rovněž poprvé od svého triumfu na French Open 2007 dokázala Srbka zdolat bývalou světovou jedničku a stala se jedinou hráčkou, která v sezóně 2014 přehrála sibiřskou rodačku na antuce (bilance Rusky v roce 2014 činila 17–1).
Na Roland Garros přijížděla v roli turnajové jedenáctky, což znamenalo nejlepší grandslamové nasazení od US Open 2009. V úvodních dvou střetnutích vyřadila Caroline Garciaou a Elinu Svitolinou, aby jí ve třetím kole stopku vystavila 23. nasazená Lucie Šafářová po dvousetovém průběhu. Češka tak navýšila aktivní poměr vzájemných zápasů na 5:2, když vyhrála všech pět posledních duelů.
Na wimbledonské červencové přípravě AEGON Classic v Birminghamu startovala jako nejvýše nasazená. Cestou turnajem z kategorie Premier na zůstaly její raketě Mona Barthelová, Lauren Davisová, Klára Koukalová a v semifinále devátá nasazená Číňanka Čang Šuaj. V boji o titul si poradila s Češkou Barborou Záhlavovou-Strýcovou, pozdější wimbledonskou čtvrtfinalistkou. Žádná ze soupeřek nedokázala na Srbku uhrát více než pět gamů.

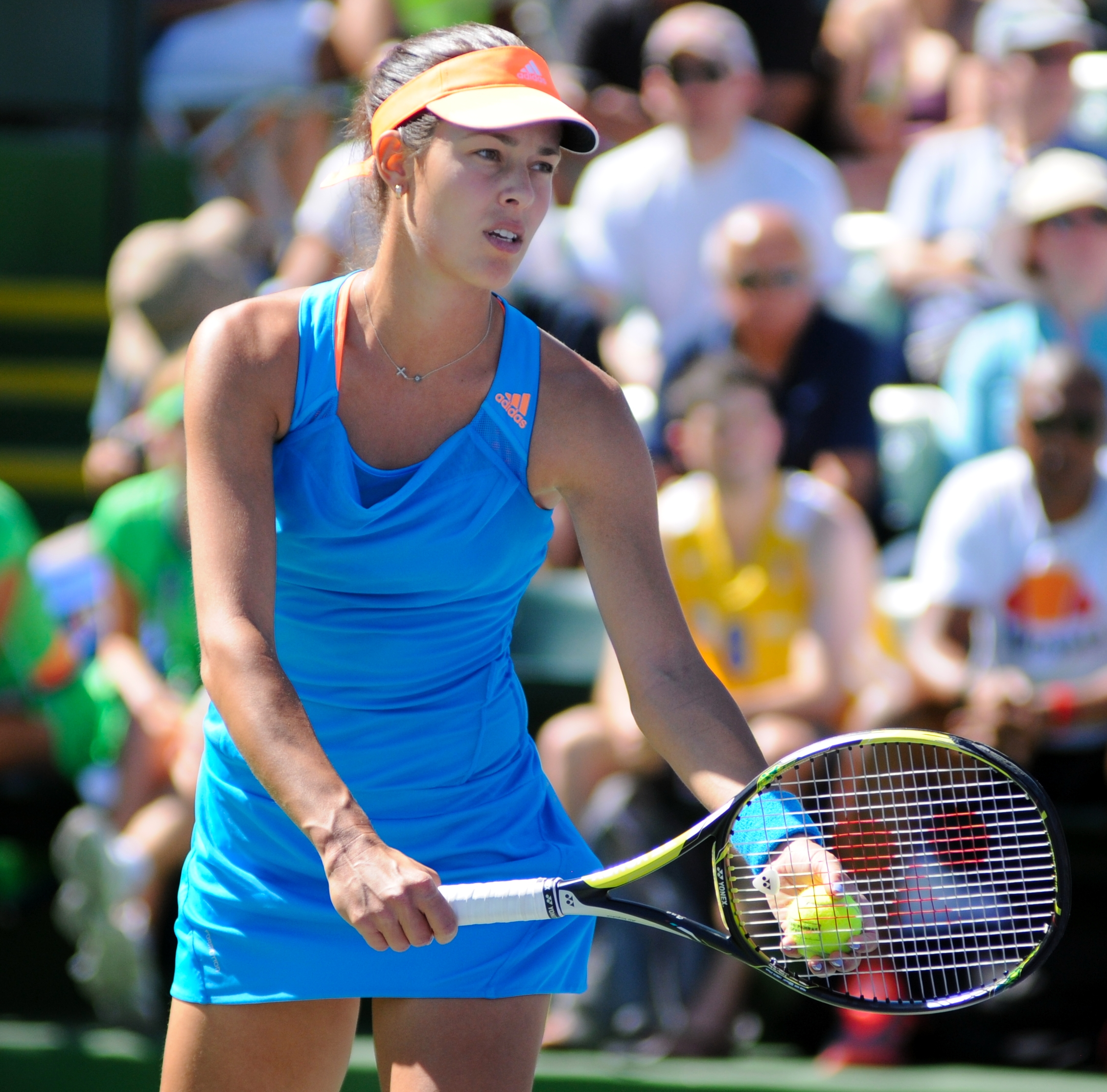
Podání na BNP Paribas Open

Na wimbledonský pažit přijížděla v pozici světové jedenáctky. Po výhrách nad Čeng Ťie, která ji zde porazila v roce 2008 jako světovou jedničku a úřadující šampiónku z Roland Garros, a nad Francescou Schiavoneovou, opustila turnaj ve třetí fázi. Obhájkyni finálové účasti a světové devatenáctce Sabině Lisické podlehla ve třech setech. Zápas byl rozehrán v první sobotu a za stavu her 6–4 a 1–1 pro Němku došlo k přerušení pro tmu. Dohráván byl tak až během pondělí. Když se zdálo, že bude duel pokračovat třetí sadou, při vedení Srbky ve druhém dějství 5–2 a 40–40, začalo pršet. Po přerušení převzala iniciativu opět Lisická, která získala sedm z devíti zbylých gamů a rozhodující sadu opanovala 6–1. Po Wimbledonu Ivanovićová neprodloužila roční smlouvu s trenérem Nemanjou Kontićem. Novým koučem se stal bývalý profesionální tenista Dejan Petrović.
Letní US Open Series otevřela na stanfordském Bank of the West Classic v roli páté nasazené. Na úvod vrátila čerstvou prohru Lisické, která v zápase zahrála nejrychlejší podání v historii tenisu – 211 km/h. Po výhře nad kanadskou kvalifikantkou Carol Zhaovou ji ve čtvrtfinále vyřadila Serena Williamsová po třísetovém průběhu. Dostatečný bodový zisk znamenal, že se Ivanovićová vrátila do elitní světové desítky žebříčku WTA, na 10. místo, a to poprvé od prohry s Viktorií Azarenkovou na French Open 2009. V Top 10 následné pondělní aktualizace ze 4. srpna 2014 Srbka vystřídala právě Azarenkovou.

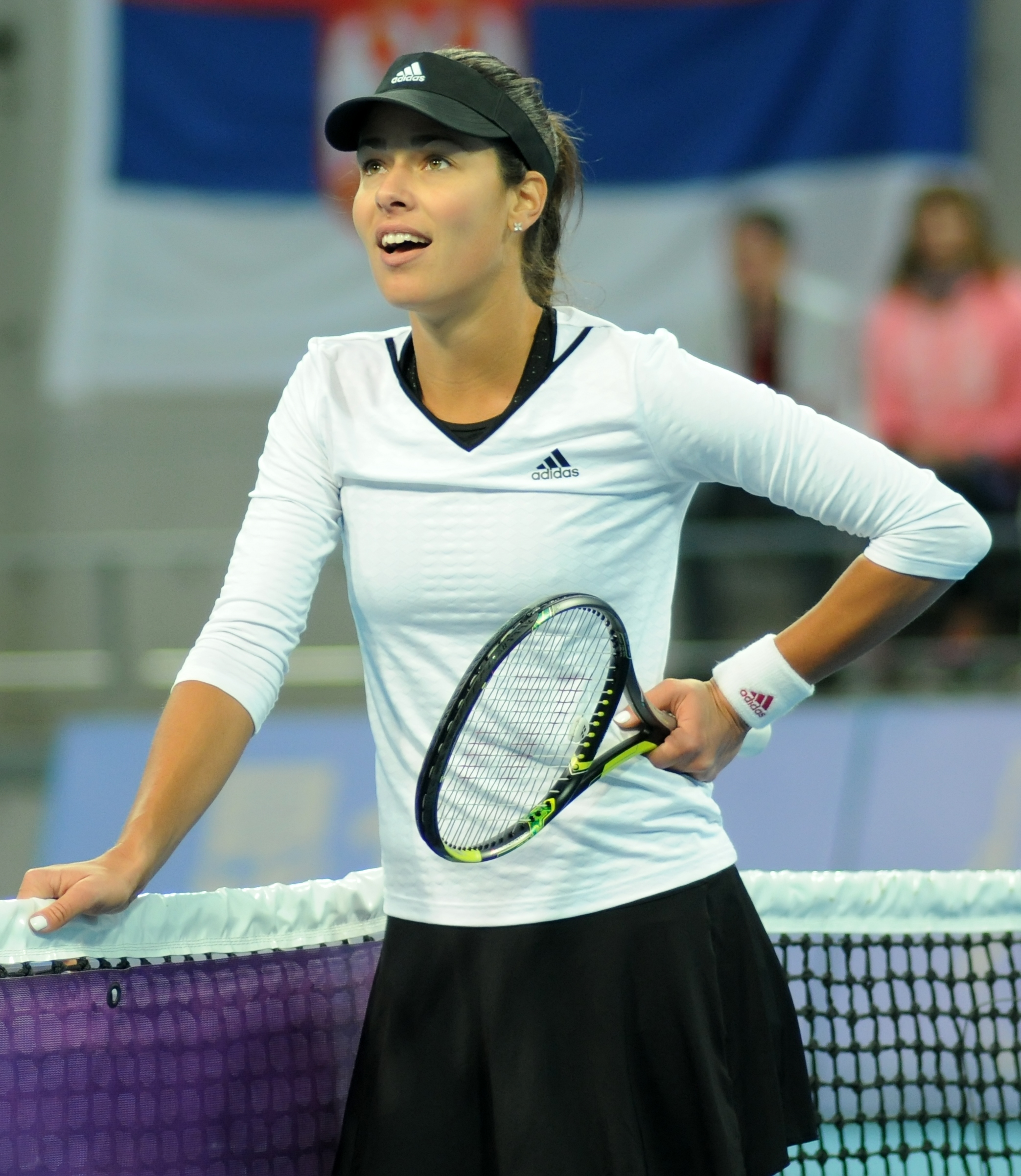
Během pekingského China Open

Na Rogers Cupu přijížděla jako devátá nasazená. Poté, co zdolala švýcarskou kvalifikantku Timeu Bacsinszkou, skončila s další kvalifikantkou Coco Vandewegheovou. Týdenní přítomnost v elitní desítce skončila, když se do Top 10 vrátila Azarenková. Po finálové účasti na navazujícím Western & Southern Open v Cincinnati, se do světové desítky žebříčku opět posunula na 9. příčku. Na události Premier 5 vyřadila Cirsteaovou, McHaleovou, Kuzněcovovou, Svitolinovou a pátou nasazenou Šarapovovou. Cestou pavoukem překonala několik krizových momentů, když proti Kuzněcovové musela dohánět ztracené podání v rozhodujícím setu a se Šarapovovou měl duel průběh jako „na houpačce“. Ve druhém setu servírovala Srbka na vítězství v utkání, ale místo toho prohrála čtyři gamy v řadě. Naopak ve třetí sadě podávala Ruska na ukončení zápasu, ovšem Ivanovićová zachránila dva mečboly a průběh dokázala definitivně otočit. Ve finále ji zdolala světová jednička Serena Williamsová. Přestože Američance vzala na úvod podání a následně měla další breakové příležitosti, favoritka srovnala hru a ve druhé sadě ji deklasovala poměrem 6–1.
Z pozice osmé nasazené, nejvyššího grandslamového postavení od French Open 2008, vstupovala do US Open. Američanka Alison Riskeová jí v prvním kole odebrala pouze tři hry. Ve druhé fázi však překvapivě nestačila na Karolínu Plíškovou, která zvládla koncovky obou setů.
Na tokijském Pan Pacific Open z kategorie Premier zdolala po volném losu Viktorii Azarenkovou. Ve druhém kole vyřadila Lucii Šafářovou a ukončila její sérii pěti vzájemných výher. V semifinále si poradila se světovou osmičkou Angelique Kerberovou, což znamenalo šestou finálovou účast v probíhající sezóně. Tím se v tomto parametru dotáhla na Serenu Williamsovou. V boji o titul ji čekala úřadující finalistka z US Open a druhá nasazená Wozniacká, kterou přehrála ve dvou setech. Získala tak patnáctý kariérní titul. Vytvořila si také osobní maxima, když zvítězila v 52. singlovém utkání během jedné sezóny. Nikdy předtím také nedosáhla na čtyři trofeje v jediném roce. Na nové čínské události Wuhan Open skončila již v prvním kole, když v závěru druhého setu skrečovala pro vyčerpání Anastasiji Pavljučenkovové. Následoval závěrečný čtvrtý turnaj kategorie Premier Mandatory, China Open v Pekingu. Na cestě mezi poslední osmičku hráček zdolala vždy ve dvou setech švýcarskou naději Belindu Bencicovou, Rominu Oprandiovou a Lisickou. Čtvrtfinále, pro odstoupení světové dvojky Simony Halepové, neodehrála . Když stejný den, 2. října, vypadly Kerberová i Jekatěrina Makarovová, WTA oznámila, že se kvalifikovala na Turnaj mistryň. V semifinále však byla nad její síly Šarapovová.

### 2015: Potýkání se s formou a grandslamová semifinalistka
Úvodní týden sezóny nastoupila jako druhá nasazená na Brisbane International. Po semifinálové výhře nad Američankou Varvarou Lepčenkovou ji v boji o titul porazila ruská světová dvojka Maria Šarapovová, přestože jí dokázala odebrat jediný set na turnaji. Na Australian Open přijela jako pátá nasazená, ale v úvodním kole podlehla kvalifikantce Lucie Hradecká po třísetovém průběhu, což znamenalo porážku od třetí Češky posledních čtyř grandslamů. Později uvedla, že ji během zápasu zužovalo poranění palce na noze. Ve druhém kole Dubai Tennis Championship ztratila jen tři gamy s Němkou Sabine Lisická, aby ji následně zastavila další česká hráčka Karolína Plíšková ve třech setech.

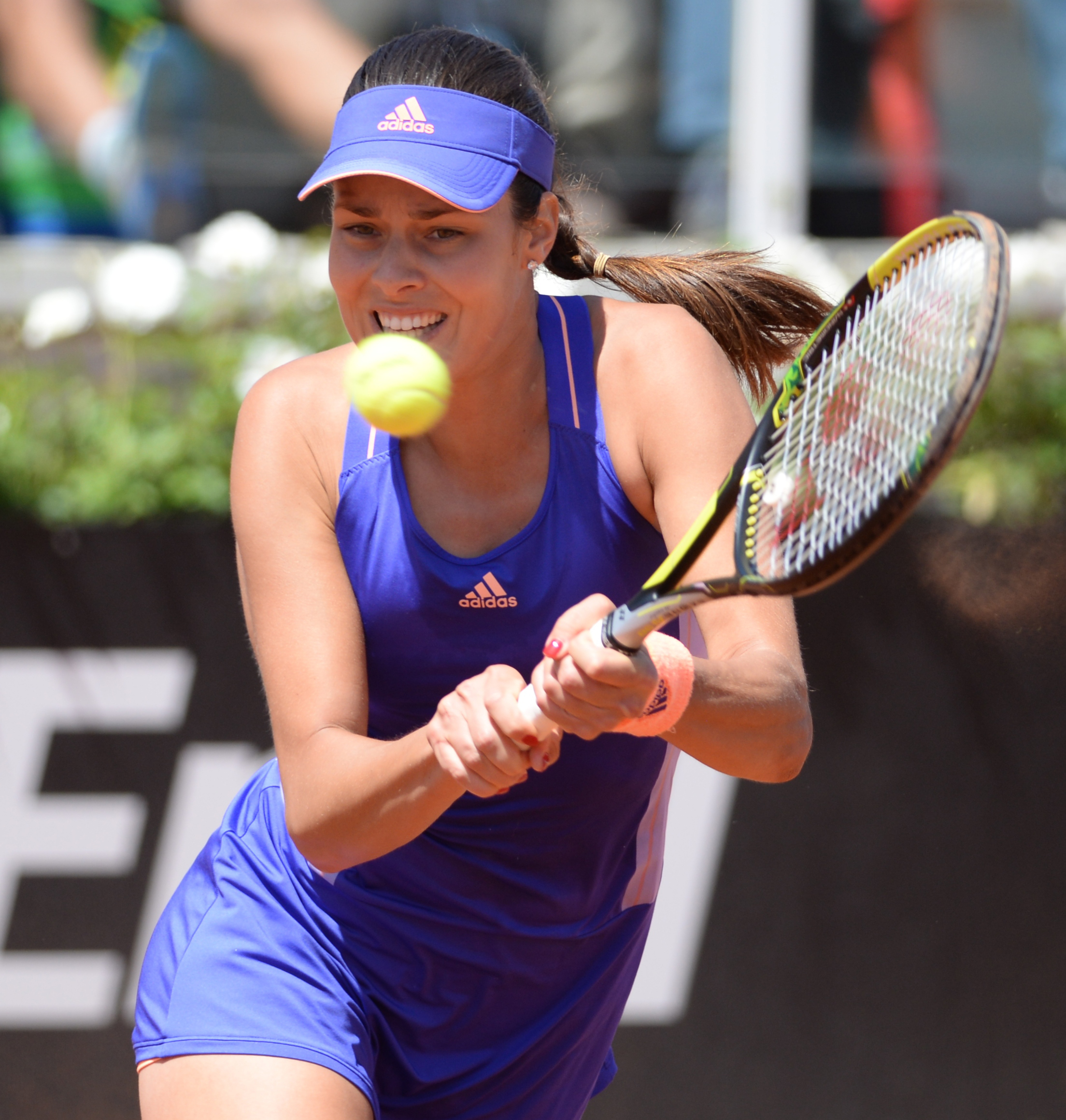
Bekhend na Internazionali BNL d'Italia

V roli obhájkyně titulu na Monterrey Open dohrála v semifinále s Caroline Garciaovou. Březnoý BNP Paribas Open v Indian Wells znamenal další porážky od Garciaové, a to jak v singlové, tak deblové soutěži. Navazující Miami Open otevřela výhrou nad Italkou Irinou Falconiovou, aby jí ve třetí fázi oplatila čerstvou porážku Lisická.
Antukovou sezónu otevřela třetí prohrou v řadě od francouzské jedničky Garciaové, když na ni nestačila na stuttgartském Porsche Tennis Grand Prix, kam zavítala jako obhájkyně finálové účasti. Před Madrid Open ukončila spolupráci s trenérem Dejanem Petrovićem. Ve španělské metropoli pak po dvou měsících poprvé vyhrála dva zápasy v řadě, aby ve třetím kole skončila na raketě Španělky Carly Suárezové Navarrové ve třech sadách. Římský Internazionali BNL d'Italia znamenal vyřazení od kvalifikantky a pozdější australské semifinalistkdy Darji Gavrilovové. Z pozice turnajové sedmičky vstoupila do French Open. V prvních dvou utkáních vždy dohnala ztrátu setu proti Jaroslavě Švedovové a Misaki Doiové. Poté vyřadila Srbku Donnu Vekićovou, čímž si připsala jubilejní stý vítězný duel na grandslamu. Mezi poslední šestnáctkou hráček ji nezastavila ani Ruska Jekatěrina Makarovová a čtvrtfinále zvládla proti Ukrajince Elině Svitolinové. Poprvé od svého pařížského titulu v roce 2008 tak pronikla do semifinále grandslamu, kde ji zastavila Lucie Šafářová ve dvou sadách, ačkoli vstoupila do střetnutí vedením 5–2. Na čtyřech z pěti posledních majorů ji tak vždy vyřadila Češka.
Travnatou část roku otevřela AEGON Classic v Birminghamu, kde obhajovala trofej. Ve druhém kole však ukončila její cestu pavoukem Portugalka Michelle Larcherová de Britová, ačkoli šla v rozhodující sadě podávat na vítězství. Do Wimbledonu vstoupila v pozici sedmé nasazené hladkou výhrou na Číňankou Sü I-fan, ale ve druhém nenašla recept na americkou deblistku Bethanií Mattekovou-Sandsovou.

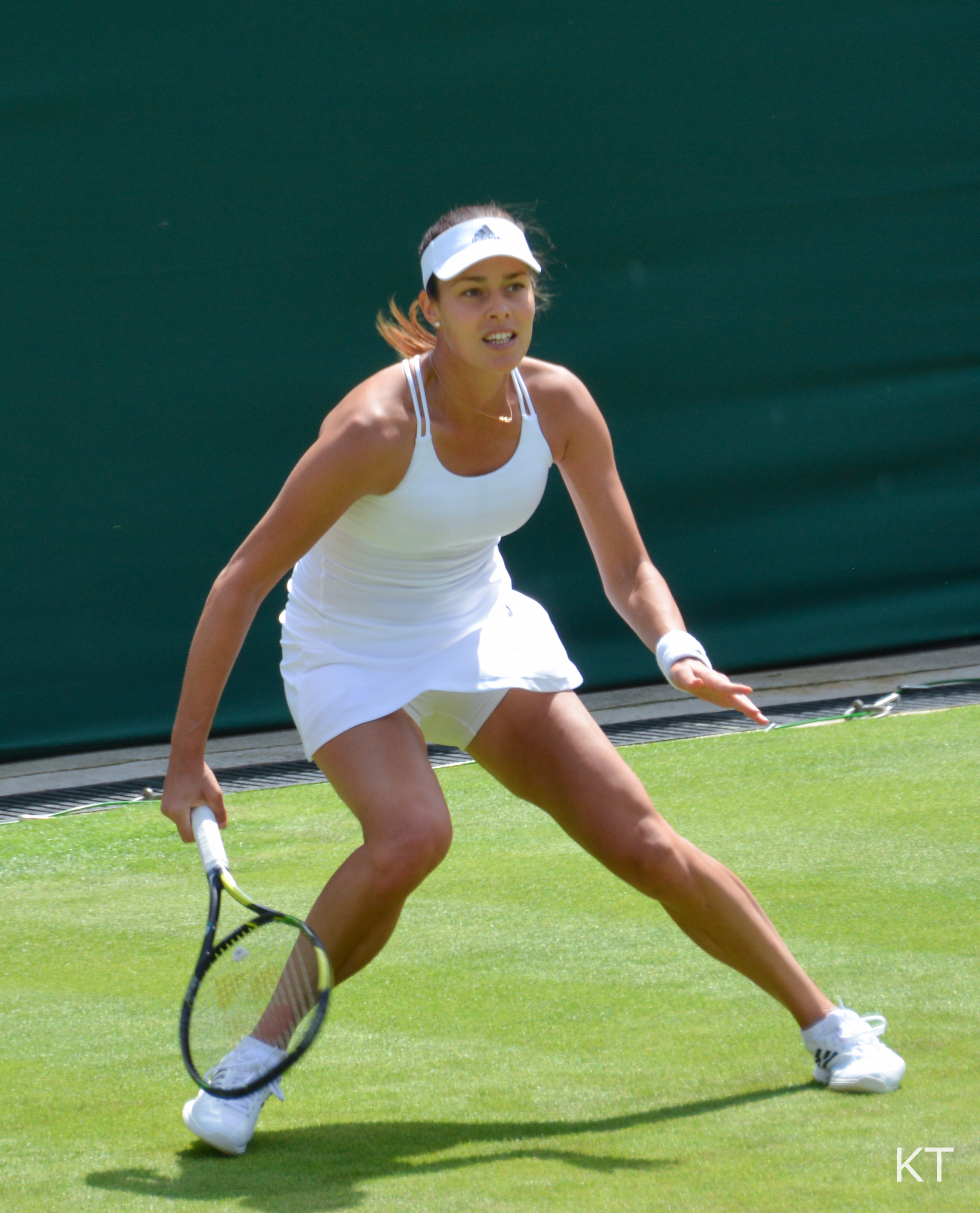
V úvodním kole Wimbledonu

V závěru července obnovila spolupráci s trenérem Nigelem Searsem. Letní americkou sezonu na betonech rozehrála jako turnajová pětka na kanadském Rogers Cupu, kde na její raketě dohrály kvalifikantka Olga Govorcovová a Slovinka Polona Hercogová. Ve svém prvním čtvrtfinále od roku 2006 prohrála s pozdější šampionkou Belindou Bencicovou. Na cincinnatském Western & Southern Open obhajovala finálové body. Poté, co z utkání druhého kola odstoupila Venus Williamsová, si poradila se Sloane Stephensovou, aby ve čtvrtfinále nestačila na světovou jedničku a třetí Američanku v řadě, Serenu Williamsovou, přestože vedla 1–0 na sety a v obou dalších dějstvích měla vždy k dobru prolomený servis soupeřky. Newyorský US Open znamenal třísetové vyřazení od Slovenky Dominiky Cibulkové v úvodní fázi.
Asijskou túru rozehrála jako obhájkyně titulu na Toray Pan Pacific Open, kde přehrála Italku Camilu Giorgiovou, aby ve čtvrtfinále skončila opět na raketě ve formě hrající Cibulkové. Turnaj z kategorie Premier 5, Wuhan Open, znamenal hladké vítězství nad Alexandrou Dulgheruovou a Madison Brengleovou, stejně tak ovšem třísetové vyřazení od Španělky Garbiñe Muguruzaové. Na pekingském China Open zvládla duely s Australankou Casey Dellacquovou i Venus Williamsovou, s níž vybojovala posledních šest her v řadě. Do semifinále pak prošla po výhrách nad ruskými hráčkami Světlanou Kuzněcovovou a Anastasijí Pavljučenkovovou. Mezi poslední čtyřkou však nenašla recept na Švýcarku Timeu Bacsinszkou. Prohra znamenala ztrátu naděje účastnit se Turnaje mistryň.
Evropský BGL Luxembourg Open přinesl výhru nad Britkou ou a vyřazení ve druhé fázi od Belgičanky Alison Van Uytvanckové. Bodový stav jí zajistil na druhém závěrečném turnaji roku, WTA Elite Trophy v Ču-chaji, z něhož se však odhlásila. Sezónu zakončila na 16. místě žebříčku.

### 2016: Závěrečná sezóna
Závěrečnou sezónu kariéry rozehrála v roli turnajové dvojky na aucklandském ASB Classic, kde ji na úvod vyřadila britská kvalifikantka Naomi Broadyová ve dvou setech. Následně obdržela divokou kartu do Apia International Sydney, kde opět nepřešla úvodní kolo prohrou s Karolínou Plíškovou.

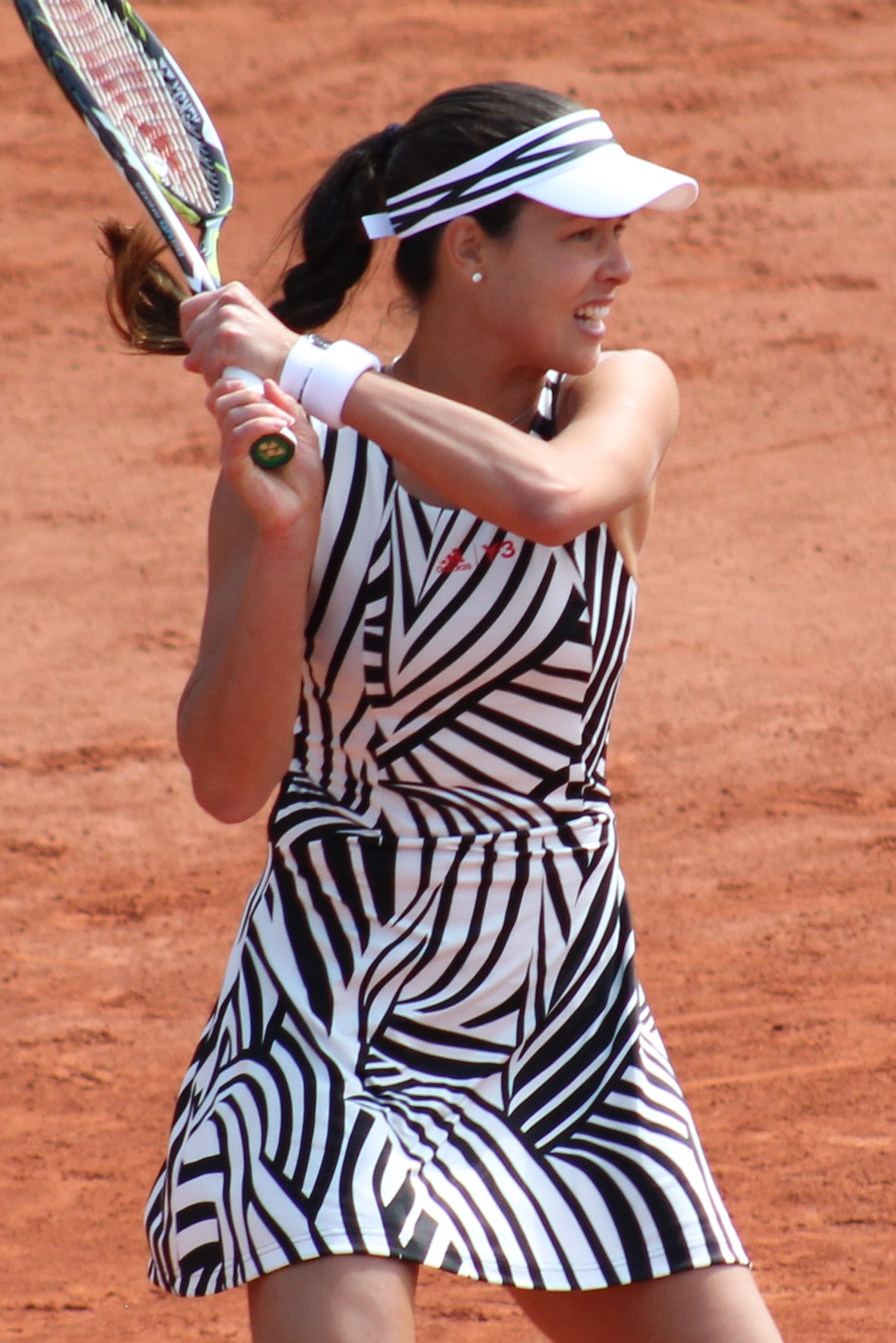
Poslední vítězný zápas na grandslamu vybojovala ve druhém kole French Open proti Kurumi Naraové

Výher se dočkala až na Australian Open po zvládnutých duelech s Tammi Pattersonovou a Anastasijí Sevastovovou. Slibně rozehraný zápas třetí fáze proti Madison Keysové znamenal vyřazení, když prohospodařila jednosetové vedení a náskok brejku ve dvou závěrečných sadách. Během utkání v hledišti zkolaboval její trenér Nigel Sears, jenž byl převezen do nemocnice.
Na petrohradském St. Petersburg Ladies' Trophy dohrály na její raketě Ruska Margarita Gasparjanová, Ukrajinka Kateryna Kozlovová, aby ji poté ve dvou setech zastavila italská tenistka Roberta Vinciová. Dubai Tennis Championships znamenal postup přes Darju Gavrilovovou a světovou trojku Simonu Halepovou a vyřazení od Barbory Strýcové. Na březnovém BNP Paribas Open si poradila s Camilou Giorgiovou, ale poté opět nezvládla utkání s reprezentantkou českého tenisu Karolínou Plíškovou. Navazující Miami Open přinesl vyřazení od Timey Bacsinszké. Ve druhé fázi stuttgartského Porsche Tennis Grand Prix potřetí v roce podlehla Karolíně Plíškové.
v úvodním klání Madrid Open přešla přes kvalifikantku Kateřinu Siniakovou po třísetovém průběhu. Následně ji však vyřadila další hráčka z kvalifikační fáze Louisa Chiricová ze Spojených států. Římský Internazionali BNL d'Italia znamenal také pouze jediné vítězství, když zdolala Rusku Anastasiji Pavljučenkovou, aby ukončila její cestu pavoukem Američanka Christina McHaleová. Po dramatické třísetové výhře v prvním kole French Open nad Francouzkou Océanií Dodinovou, zvládla i utkání s Japonkou Kurumi Naraovou, což znamenalo její poslední vítězný zápas na grandslamu. Rok starou porážku na pařížské antuce pak Srbce vrátila osmnáctá nasazená Elina Svitolinová.

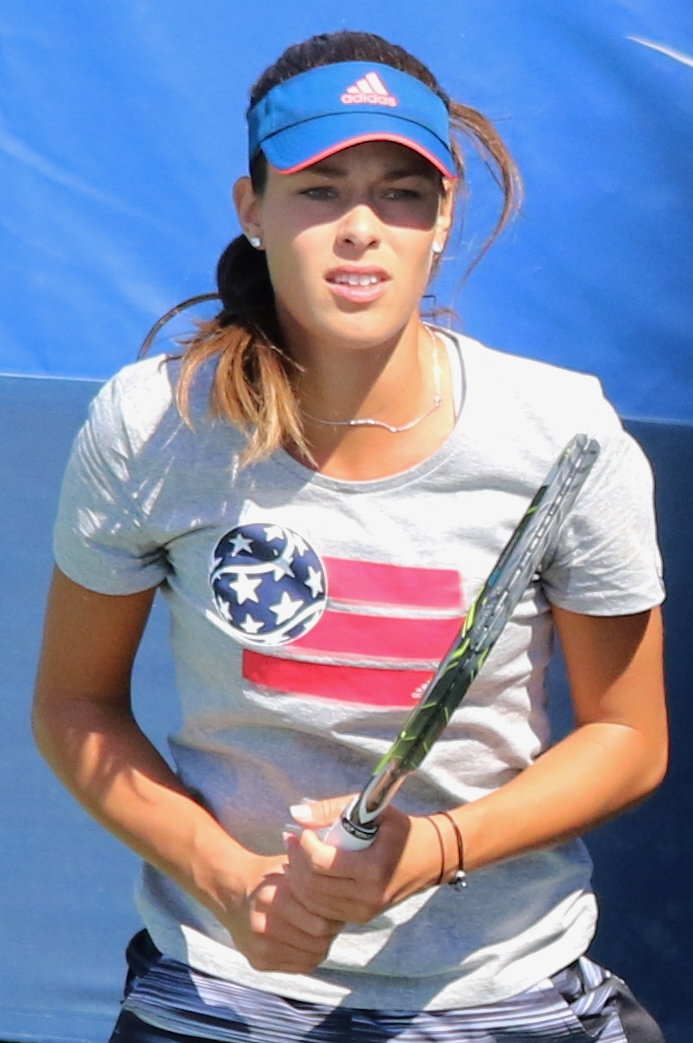
Závěrečný grandslam odehrála na US Open 2016

 Následně se objevila v pozici turnajové trojky premiérového ročníku, na trávě probíhajícího Mallorca Open, kde vypadla ve čtvrtfinále s pozdější šampionkou Caroline Garciaovou. Výhra druhého kola 6–1 a 6–0 nad Španělkou Sarou Sorribesovou Tormovou, startující na divokou kartu, se pro ni stala posledním vítězným zápasem profesionální kariéry. Wimbledon znamenal překvapivé vyřazení s ruskou kvalifikantkou a 223. hráčkou žebříčku Jekatěrinou Alexandrovovou a Riodejaneirský olympijský turnaj prohru v prvním kole se světovou dvanáctkou Carlou Suárezovou Navarrovou. Na Western & Southern Open také nezvládla otevírací klání proti chorvatské kvalifikantce z druhé světové stovky Donně Vekićové. Poslední událostí profesionální dráhy představoval newyorský US Open, kde v roli dvacáté deváté nasazené nepřešla brány prvního kola. Vyřadila ji česká 89. žena žebříčku Denisa Allertová po dvousetovém průběhu.
V sezóně vyhrála jen patnáct zápasů a zakončila ji na 63. příčce žebříčku WTA. Na facebookovém účtu 28. prosince 2016 oznámila 29letá Ivanovićová ukončení tenisové kariéry. Za hlavní důvod uvedla opakovaná zranění a sdělila: „Bylo to těžké rozhodnutí, ale je také co oslavovat, dosáhla jsem mnoha úspěchů. Na ty ale člověk potřebuje být stoprocentně fit a mě často brzdila zranění. Můžu hrát pro sebe a pro své fanoušky pouze na úrovni, na jakou jsem zvyklá, což už ale nejde. Je čas jít dál.“

## Trenérské vedení
- Dejan Vranes, 2002–2004
- Eric van Harpen, 2004–2005
- Zoltan Kuharszky, 2005–2006
- David Taylor, 2006–2007

- Sven Groeneveld, ?–2009
- Craig Kardon, 2009
- Heinz Günthardt, 2010
- António van Grichen, 2010–2011
- Nigel Sears, 2011–2013
- Nemanja Kontić, 2013–2014

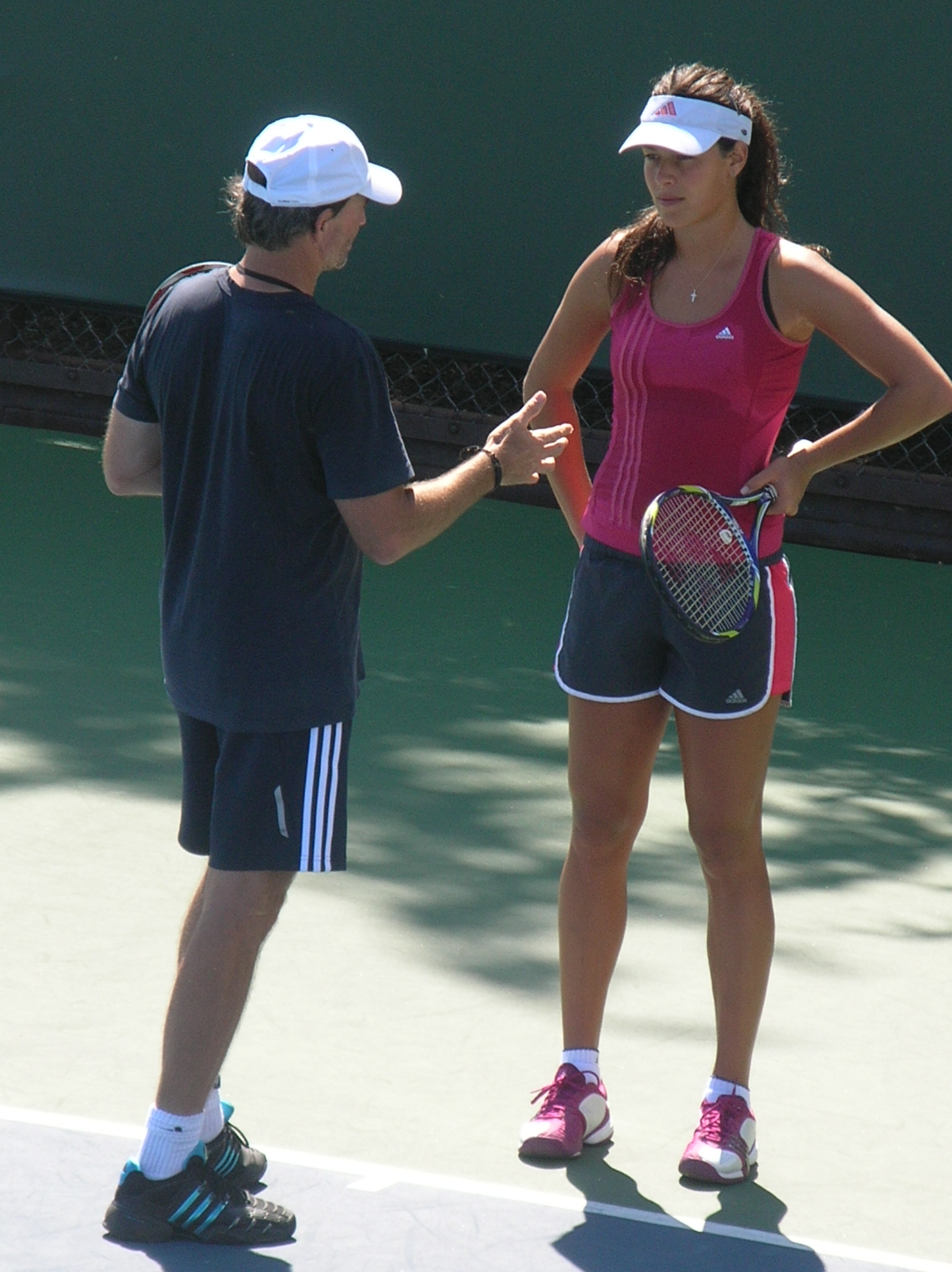
Trénink se švýcarským koučem Heinzem Gunthardtem, 2010

- Dejan Petrović, 2014 – do Madrid Open 2015[46]
- Mats Merkel, v letním mezidobí 2015[46][47]
- Nigel Sears, červenec 2015[48] – září 2016

## Soukromý život
Narodila se roku 1987 v jugoslávském hlavním městě Bělehradu do rodiny podnikatele Miroslava a právničky Dragany Ivanovićových. Matka ji často doprovázela na turnajích okruhu WTA. Má o čtyři roky mladšího bratra Miloše Ivanoviće.
Vedle tenisové kariéry byla k roku 2008 posluchačkou dálkového studia finančnictví na Bělehradské univerzitě. Jako tenisový vzor uvedla americko-jugoslávskou hráčku Moniku Selešovou.
Dne 8. září 2007 byla spolu s Aleksandrem Đorđevićem, Jelenou Jankovićovou a Emirem Kusturicou jmenována velvyslankyní Dobré vůle Dětského fondu Organizace spojených národů pro Srbsko. Hlavní oblastí jejího zájmu se stalo vzdělávání a ochrana dětských práv.
Partnerský vztah udržovala se španělským tenistou Fernandem Verdascem a v letech 2009–2012 s australským golfistou Adamem Scottem. V létě 2012 srbský tisk uvedl, že se jejím novým přítelem stal srbský vodní pólista Vanja Udovičić, stříbrný a bronzový olympijský medailista a mistr světa.
V září 2014 navázala vztah s německým fotbalistou a mistrem světa Bastianem Schweinsteigerem, jenž ji doprovázel na Australian Open 2015 či French Open 2015. Svatba páru proběhla 12. července 2016 v italských Benátkách. Chorvatská zpěvačka Nina Badrićová zazpívala na svatební hostině píseň „Dani i godine“. Do manželství se narodili synové Luka (nar. březen 2018 v Chicagu) a Leon (srpen 2019). V roce 2018 se rodina přestěhovala do tyrolské obce Westendorf.

## Ocenění
Ana Ivanovićová obdržela následující ocenění:
2005

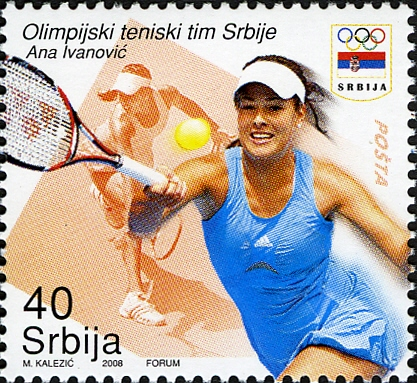
Poštovní známka srbské pošty:
Olympijský tenisový tým Srbska na LOH 2008
Ana Ivanovićová

- WTA Tour – hráčka s největším zlepšením

2007
- WTA Tour – hráčka s největším zlepšením
- WTA Tour – Cena Karen Krantzckeové za sportovní chování

2008
- WTA Tour – Tour Diamond ACES Award
- Michael Westphal Award

2009
- WTA Tour – lidský čin – humanitářka roku

2011
- Time – uvedena mezi „30 legendami ženského tenisu minulosti, přítomnosti a budoucnosti“

2012
- Srbský sportovec roku – členka nejlepšího týmu, fedcupového družstva
- Srbská tenistka roku

## Hráčské statistiky
Ana Ivanovićová vyhrála na okruhu WTA patnáct turnajů ve dvouhře, včetně grandslamu French Open 2008. Z událostí okruhu ITF získala pět singlových titulů.

### Finále na Grand Slamu

#### Ženská dvouhra: 3 (1–2)
| Stav       | Rok  | Turnaj          | Povrch | Soupeřka ve finále | Výsledek |
| ---------- | ---- | --------------- | ------ | ------------------ | -------- |
| Finalistka | 2007 | French Open     | antuka | Justine Heninová   | 1–6, 2–6 |
| Finalistka | 2008 | Australian Open | tvrdý  | Maria Šarapovová   | 5–7, 3–6 |
| Vítězka    | 2008 | French Open     | antuka | Dinara Safinová    | 6–4, 6–3 |

### Chronologie výsledků dvouhry
| Grand Slam              |            |            |            |            |            |            |         |         |         |         |         |         |         |         |        |         |   |
| Australian Open         | A          | A          | 3. kolo    | 2. kolo    | 3. kolo    | F          | 3. kolo | 2. kolo | 1. kolo | 4. kolo | 4. kolo | ČF      | 1. kolo | 3. kolo | 0 / 12 | 26–12   |   |
| French Open             | A          | A          | ČF         | 3. kolo    | F          | Vítěz      | 4. kolo | 2. kolo | 1. kolo | 3. kolo | 4. kolo | 3. kolo | SF      | 3. kolo | 1 / 11 | 35–10   |   |
| Wimbledon               | A          | A          | 3. kolo    | 4. kolo    | SF         | 3. kolo    | 4. kolo | 1. kolo | 3. kolo | 4. kolo | 2. kolo | 3. kolo | 2. kolo | 1. kolo | 0 / 12 | 24–12   |   |
| US Open                 | A          | LQ         | 2. kolo    | 3. kolo    | 4. kolo    | 2. kolo    | 1. kolo | 4. kolo | 4. kolo | ČF      | 4. kolo | 2. kolo | 1. kolo | 1. kolo | 0 / 12 | 20–12   |   |
| výhry–prohry            | 0–0        | 0–0        | 9–4        | 8–4        | 16–4       | 16–3       | 8–4     | 5–4     | 4–4     | 12–4    | 10–4    | 9–4     | 6–4     | 4–4     | 1 / 47 | 108–47  |   |
| Závěrečné turnaje       |            |            |            |            |            |            |         |         |         |         |         |         |         |         |        |         |   |
| Turnaj mistryň          | A          | A          | A          | A          | SF         | ZS         | A       | A       | A       | A       | A       | ZS      | A       | A       | 0 / 3  | 4–5     |   |
| Tournament of Champions | nekonal se | nekonal se | nekonal se | nekonal se | nekonal se | nekonal se | A       | Vítěz   | Vítěz   | A       | SF      | A       | A       | A       | 2 / 3  | 8–2     |   |
| Kariérní statistiky     |            |            |            |            |            |            |         |         |         |         |         |         |         |         |        |         |   |
| tituly–finále           | 0–0        | 0–0        | 1–1        | 1–1        | 3–5        | 3–4        | 0–1     | 2–2     | 1–1     | 0–0     | 0–1     | 4–6     | 0–1     | 0–0     | N/A    | 15–23   |   |
| Celkové V–P             | 12–5       | 37–5       | 40–14      | 35–18      | 51–18      | 38–15      | 24–14   | 33–20   | 32–20   | 37–21   | 40–23   | 58–17   | 28–19   | 15–16   | N/A    | 467–212 |   |
| Konečný žebříček        | 705.       | 97.        | 16.        | 14.        | 4.         | 5.         | 22.     | 17.     | 22.     | 13.     | 16.     | 5.      | 16.     | 63.     |        | –       | – |

### Chronologie výsledků čtyřhry
| Grand Slam      |         |         |         |         |       |     |
| Australian Open |         |         |         |         | 0 / 0 | 0–0 |
| French Open     | 1. kolo |         | 1. kolo |         | 0 / 2 | 0–2 |
| Wimbledon       | 3. kolo | 1. kolo | 1. kolo | 2. kolo | 0 / 4 | 3–4 |
| US Open         |         | 3. kolo |         |         | 0 / 1 | 2–1 |
| výhry–prohry    | 2–2     | 2–2     | 0–2     | 1–1     | 0 / 7 | 5–7 |

| Legenda | Legenda                                   | Legenda | Legenda                     |
| ------- | ----------------------------------------- | ------- | --------------------------- |
| SR      | poměr vyhraných turnajů ku všem odehraným | W–L V–P | výhry–prohry                |
| NH      | daný rok se turnaj nekonal                | A       | turnaje se hráč nezúčastnil |
| 1Q / LQ | prohra v (kole) kvalifikace               | 1k / 1R | prohra v daném kole turnaje |
| QF / ČF | prohra ve čtvrtfinále                     | SF      | prohra v semifinále         |
| F       | prohra ve finále                          | Vítěz   | vítězství v turnaji         |